# ビートたけし

サイン

ビートたけしこと北野 武（きたの たけし、1947年〈昭和22年〉1月18日 - ）は、日本のお笑いタレント、俳優、キャスター、司会者、映画脚本家、監督。
1980年代初頭に起こった漫才ブームで、漫才コンビ・ツービートとして活躍した。社会風刺を題材としたシニカルな笑いで人気を獲得し、テレビ番組『THE MANZAI』『オレたちひょうきん族』などに出演し、それらも大ヒットした。1980年代後半からは俳優として映画やテレビドラマにも出演し、1990年代からは映画の脚本家・監督としても活動している。2008年にはTBSテレビのニュース番組『情報7daysニュースキャスター』のメインキャスターを務めた。 1989年の『その男、凶暴につき』で映画脚本家・監督デビューし、『ソナチネ』（1993年）では世界的に高い評価を得た。1997年の『HANA-BI』ではベネチア国際映画祭金獅子賞を受賞した。2010年にフランス芸術文化勲章コマンドゥール、2016年にレジオン・ドヌール勲章オフィシエ、2018年に旭日小綬章を受章。

## 概要
東京都足立区島根出身。東京都立足立高等学校を卒業し、明治大学工学部機械工学科中退（のちに特別卒業認定）。東京芸術大学大学院映像研究科特別教授（2005年 - 2008年）。
明石家さんま、タモリと共に、日本の「お笑いBIG3」として知られる。
日本国内の場合、映画監督時や『平成教育委員会』などの番組では本名の「北野武」名義を用い、その他の番組や、映画の出演者として出演するときは、芸名の「ビートたけし」名義でタレント活動している。日本国外では本名である『Takeshi Kitano』名義であるが、『Beat Takeshi Kitano』という、本名と芸名を併せた名義を使うこともある。また、絵画では「ビートたけし・北野武」と、併用名義を使用する。
落語立川流Bコースの一員で、高座名は「立川錦之助」。近年は落語を口演する際、立川談春から一字もらい「立川梅春」を名乗っている。

## 来歴

### 生い立ち
塗装職人の父・北野菊次郎（1899年 - 1979年）と、母・北野さき（1904年 - 1999年）の四男として生まれる（幼少時に早逝した兄が一人いるため、実質は三男として育つ）。「竹のようにどんなものにも耐えてすくすく伸びてほしい」との願いから、「武」と命名された。
『平凡パンチ』1978年11月13日号のインタビュー記事では「浅草に生まれて、下町に育った」と語っており、1982年『週刊サンケイ』の小林信彦との対談でも「生まれたのは浅草（台東区）で、すぐ移って、物心ついた時には足立区にいたんです」と話している。
色白で細面、小柄であるが俊敏で友人からは「ターチ」と渾名された。兄姉とは年が離れていたため、祖母の北野うしに非常に可愛がられて育った（家族構成は、「親族」節を参照）。母親からは厳しく接せられた。

### 高校時代まで
足立区立梅島第一小学校に入学。教育熱心であった母の薫陶が功を奏し、成績は優秀で、特に算数と図画工作が得意であった。
小学校卒業後は、母親が進学校を希望したため、近隣の中学校ではなく、遠く離れた足立区立第四中学校へ越境入学した。
中学校卒業後は東京都立足立高等学校に入学した。
小学校から中学校、高等学校にわたって野球部に所属（高校では軟式野球部）したが、高等学校在学中にヨネクラジムでボクシングも習っていたという。
なお、演芸場時代は、漫才師の野球チーム「メダトーズ」に加入していた。また未成年時代に飲酒していたことも自身の著書で明かしている。

### 大学時代
1965年に高校を卒業した後は、母親の薦めで明治大学工学部機械工学科に現役合格し入学した。同級生には星野仙一がいる。
しかし大学での生活には適応できず、五月病を患うようになり、大学2年の時には、家出同然に一人暮らしを始め、東京都新宿区の界隈で当ての無い日々を送るようになる。
学生運動にも参加したが熱心ではなく、ジャズに傾倒する。「LeftyCandy」や「新宿ACB（アシベ）」、名曲喫茶「風月堂」などに入り浸った。また、ジャズ喫茶のボーイもしていて、ジャズの見識は一部で有名であった。東京都新宿区にあるジャズ喫茶「ビザール」では、若松孝二、小水一男らと知り合う。また「ビザール」のボーイの後輩に萩原朔美がいた。「ヴィレッジヴァンガード」で遅番のボーイとして働いていた時は、永山則夫が早番のボーイとして働いていた。「ジャズ・ビレッジ」の壁に書かれていた文章「強く生きよと母の声、死ねと教えし父の顔、何のあてなき人生なり」が心に残ったとのこと。
この頃は青春の葛藤期でもあり、友人の下宿に居候しアルバイト三昧であった。ジャズ喫茶のボーイ以外に、菓子の計り売り、実演販売員、ビルの解体工、クラブのボーイ、東京国際空港での荷卸し、タクシー運転手、ガソリンスタンド店員を転々とする。東京国際空港の荷役作業ではジャズ喫茶の常連客であった中上健次が先輩におり、共にガルーダ・インドネシア航空の荷役として働いていた。後に通訳になろうと思い立ち、留学費用を稼ぐ目的でタクシーの運転手を務めるも半年で退社、ガソリンスタンドでアルバイトをした。この間、若松との縁で『新宿マッド』『腹貸し女』など、幾つかの若松プロ初期作品に端役ながら出演したり、学生演劇に参加したが、ヴォードヴィルのような軽演劇で、舞台役者ではなく構成に携わっていた。
大学は140単位のうち106単位まで取得していたにもかかわらず、結局通学せずに除籍になった。その後、2004年9月7日には明治大学より「特別卒業認定証」（明治大学独自の制度であり、法的な大学卒業とは異なる）および知名度アップに貢献したとして「特別功労賞」を受賞。

### 前座時代
学生運動が収束に向かったこともあって、自身も去就を模索する必要に迫られた。芸能に興味はあったが、アングラ演劇には馴染めず、「理工系なので文学的なものはわからない、しかし演芸なら自分にも理解できるだろう」という理由で、いつしか芸人を志望するようになった。ただ、子供の勉学に厳しく大学にまで入らせて芸人の道を志した息子に、母は怒り嘆き、子供の頃から厳しい勉強を強いられて窮屈な思いをしていた武は、これに猛反発。北野家においても、近所の体裁を考えて「芸人を目指した北野家の武」という存在は無かった事になっていた。
1972年夏、東京都台東区浅草にある浅草フランス座で、芸人見習い志願としてエレベーターボーイを始める。当時、たけしと思しき人物を見た井上ひさしは「不機嫌そうな青年」と、その印象を述べている。やがて、同劇場の経営者兼座長であった深見千三郎に師事し、前座芸人・北千太としてコント（軽演劇）を学ぶ。初舞台は、痴漢のコント。幕間コントに出演して腕を磨き、芸人としてタップダンスの修業にも励む。座員の多くが深見を近付き難い存在として見ていたが、たけしは物怖じしなかったため、深見から気に入られた。ただ、深見は一般の場所でも唐突にギャグ（ボケ）を連発、間髪入れずに師を即興で罵倒という技術を仕込まれ、この特異な芸の仕込みに北野は深見に四六時中振り回される形となり芸を習得、模索する事になる。この指導もあり、舞台ではアドリブを駆使し、言葉の拾い方に独特の斬新さがあったため一目置かれ、後に誕生する漫才コンビ・ツービート独自の芸風の基礎として取り入れられ漫才ブームで駆使し一気に開花する。当時は、フランス座の四畳間の屋根裏部屋で寝泊りをしていた。
長じて、フランス座の新人芸人とコントコンビを組むことを考える。舞台（コント）が活動の主軸を旨としていた深見は、漫才での活動を望んだ弟子の北野を即刻破門（後に解除）、漫才を主軸に活動の場を放送媒体に移す。

### ツービート結成
コントでの芸能界デビューを模索した一方、フランス座に出入りしていた2年先輩の兼子二郎（のちのビートきよし）から漫才コンビを組むよう誘いを受けた。コントにこだわったたけしは漫才に慎重であったが、当時フランス座は経営難で、給料の支払いすら事欠くようになっていたことや、コントコンビを組む予定であった相方の病気もあり、また、背広一つで稼ぐことができる漫才に魅力を感じていたことから、松鶴家千代若・千代菊門下の漫才コンビ「松鶴家二郎・次郎」の次郎として舞台に上がることを了承した。深見からは引き続きフランス座の屋根裏部屋で住むことが許された。
当初は兼子がツッコミの正統派の掛合い漫才で全く芽が出ず、フランス座にいた頃よりも貧窮した。きよしが一時コロムビア・ライトの付き人をして生活を凌いでいたため、その縁で空たかし・きよし（コロムビア・トップ・ライトの一門は皆「青空」の家号を名乗るが、片方だけが弟子なので「空」だけとなった）と名乗って興行に出たこともあった。また、当時はツッコミ担当で、ネタはきよしが作成していた。東京都外のキャバレー周りの営業なども行ったが、たけしは酔客相手の仕事を嫌い、出番をすっぽかしたり、酩酊して舞台に上がることが多かった。また店を誹謗したり客やホステスに喧嘩を吹っ掛けため度々舞台から降ろされた。そのため兼子は場繋ぎに使う奇術ネタを用意していたという。そしてこの頃から「暴走ネタ・危険ネタ」へシフトしていき、ボケとツッコミの役割も入れ替わった。
紆余曲折の後、2人はコンビ名を「ツービート」へと変更し、たけしは「ビートたけし」、兼子は「ビートきよし」を芸名とした。
その頃、大阪府で頭角を現して来たB&Bのスタイルに触発され、ツービートもスピードを早めて喋りまくるスタイルへ変貌した。それに呼応するように、服装もタキシードに蝶ネクタイからアイビー・ルックへ変更することで、古臭い漫才師の様式から脱却を図った。当初ツービートは、代演で松竹演芸場の舞台に上がっていたが、支配人に認められてからは出演回数も安定するようになる。毒舌の限りを尽くした掟破りのたけしのツッコミネタもさることながら、ボーイズグループの楽器を拝借して現れたり、座布団の上に座って漫才を行ったり、型破りな舞台が多いため、他の芸人が観に行ってしまうので「ツービートが漫才を始めると楽屋が空っぽになる」と評判になった。

### 漫才ブームまで
演芸場での人気とは裏腹に、その破壊的な芸風は一部の関係者に受け入れられず激しい抑圧を受け、漫才協団から脱退を求める声すら起きたという。1976年協団が主催するNHK新人漫才コンクールにツービートは3年連続で出場したが最優秀賞を獲得することは出来なかった。
1978年、東京都新宿区高田馬場にある芳林堂書店前で持ちネタの全てを披露する「マラソン漫才・ツービート・ギャグ・デスマッチ」なる漫才ライブを開催したが、この企画をした高信太郎との繋がりでたけしも、高平哲郎や赤塚不二夫、タモリなどと一時期交友関係を持った。その後、「酒を飲んで軽いジョークを言いあったりする、あのシャレた笑い」が肌に合わず、自ずと距離を置くこととなった。
9月12日、父の菊次郎が死去。
11月、『花王名人劇場』（関西テレビ 企画:澤田隆治）において、人気落語家・月の家円鏡（8代目・橘家圓蔵）の共演者に抜擢される。古典派から「邪道」と言われた円鏡と、「邪道漫才師」ツービートを競演させ、「円鏡 VS ツービート」と銘打って放送されたこの企画が好感触を得たことで、「花王名人劇場」での「激突!漫才新幹線」制作への布石となり、後の漫才ブームへ繋がった。

### 漫才ブーム
1980年からの漫才ブームでは、ツービートは毒舌漫才と毒舌ネタを売り物に、B&Bやザ・ぼんち等と共に一躍知名度を上げた。
速射砲さながらに喋りまくるたけしのスタイルや、金属バット殺人事件や深川通り魔殺人事件といった時事性の高い話題をいち早くギャグに取り入れる「不謹慎ネタ」は「残酷ギャグ」等と批判を受けることもあったが、たけしは「たかが漫才師の言う事に腹を立てるバカ」と言ってのけた。日本船舶振興会の広告を皮肉って作られた「注意一秒ケガ一生、車に飛び込め元気な子」「気をつけよう、ブスが痴漢を待っている」「寝る前にちゃんと絞めよう親の首」「赤信号みんなで渡れば怖くない」「少年よ大志を抱け。老人よ墓石を抱け」等の一連の標語ネタは「毒ガス標語」と言われ、ブーム初期の定番ネタとなった。
1980年、2年前から交際していた女流漫才師「ミキ&ミチ」の内海ミキと結婚（2019年に協議離婚）。
1980年6月、ネタ本『ツービートのわッ毒ガスだ』を発刊し、年末までに約85万部の売上となったが、当初事務所側はせいぜい3万部程度の売り上げと見込み、印税全額を2人が受け取る契約を結んでいたため、大金が転がり込んだという。

レオタードのハイレグを擬した「コマネチ」

この時期に、ツービートとして出演していた『スター爆笑座』(TBS) の初代司会であったせんだみつおと楽屋で雑談中に、たけしの代表的ギャグとして知られる「コマネチ！」のギャグが生まれた。
1980年10月、昼の帯番組『笑ってる場合ですよ!』（フジテレビ）で、ツービートは火曜日のレギュラーとなった。1982年10月、ブームの終焉と共に番組も終了したが、最終回でたけしは客に対し「何でもゲラゲラ笑いやがって！ 本当はお前らみたいな客、大っ嫌いだったんだよ！」と語った（なお、フジテレビからオファーのあった後番組の司会をたけしは断り、代わりに『森田一義アワー 笑っていいとも!』が開始された）。
1982年の夏にはブームは完全に終息し、たけしは「ツービートのたけし」としてではなく「タレント・ビートたけし」として、この頃以降は、単独で司会をする番組を多く持つようになるなどしていった。

### 漫才ブーム以後
漫才ブームを生き残ったたけしは、自身のスタイルを大きく転換させる。毒舌家というパブリックイメージはそのままに、ネタに依存する消耗度の高い喋りを捨て、パーソナリティを軸とした芸風に移行していく。
1981年元旦からニッポン放送・NRN系のラジオ番組『ビートたけしのオールナイトニッポン』、同年5月からフジテレビ系の『オレたちひょうきん族』がそれぞれ開始される。
1982年から1984年にかけて、番組出演中に弟子志願者（正式な門下は取らない主義の為「ボーヤ」と呼ばれる）が押しかけ、相当の数が集まった事（たけし軍団）から、集団で行うバラエティを模索。日本テレビ『スーパージョッキー』、TBS『笑ってポン!』等が始まった。また、博識が評価されて、毎日放送『世界まるごとHOWマッチ』等で文化人的な出演要請も増えた。
- スーパージョッキー（日本テレビ）
- 天才・たけしの元気が出るテレビ!!（日本テレビ）
- ビートたけしのスポーツ大将（テレビ朝日）
- 痛快なりゆき番組 風雲!たけし城 (TBS)
- OH!たけし（日本テレビ）
- 世界まるごとHOWマッチ（毎日放送）
- オレたちひょうきん族（フジテレビ）
- オールナイトニッポン（ニッポン放送）

上記は、1985年当時のレギュラー番組すべてであるが、このうち日本テレビ、テレビ朝日、TBS、フジテレビの20時台番組ですべて最高視聴率をマークした。なお、『たけし城』『元気TV』『スポーツ大将』は、全て実質ビートたけし本人の企画・構成によるものである。
その他、放送以外に歌手としてのレコードリリースとライブ活動、文学小説の出版、ファミリーコンピュータのゲーム企画も行った。この頃より、タモリ・明石家さんまと共に、「日本のお笑いタレントBIG3」と称されることとなった。

1986年12月、たけしが交際していた女性へ、講談社の週刊誌「FRIDAY」の記者が強引な取材によって傷害を与えた。その報復として北野はたけし軍団の一部の軍団員とともにFRIDAYの編集部を襲撃し、住居侵入罪・器物損壊罪・暴行罪の容疑で警察に現行犯逮捕された。この事件によって写真週刊誌の行き過ぎた取材が問題視され、当時の内閣官房長官（後藤田正晴）が言及するなどの社会現象になった。
近年は漫才を披露する事は少なくなったが、かつて『北野ファンクラブ』では島田洋七とのコンビ「B&Beat」で、稀に弟子のライブに飛び入りで相方ビートきよしとの「ツービート」として、漫才を披露することがある。
2014年10月27日、約30年ぶりとなる単独ライブを渋谷のCBGKシブゲキ!!にて開催。ライブのタイトルは「たけしが毎週ニュースキャスターの楽屋で、朝ズバッ!なんかで使ったパネルを勝手に拝借して、イタズラ書きをしてはニュースキャスター後のS1でTBSに来ていた、爆笑問題田中の楽屋にそっと置いていたパネルが溜まったのでテレビでお披露目しようとしたら、どこの局からも相手されなくて、仕方なくLIVEでお披露目することになった、たけし的スライドショーなLIVE」。約200席のプレミアライブは約1分で即完売となった。

### 映画監督としての経歴
『その男、凶暴につき』（1989年）は、監督：深作欣二 主演：ビートたけしで映画化を予定し、配給の松竹は両者の間で交渉を進めたが、スケジュールや条件で合致せず、深作が辞退した。そこで松竹は人物的魅力と話題性から、たけし（以下、映画の項目では映画監督での活動名（本名）での「北野」で表記）に監督を依頼したところ、テレビの仕事と両立させることを前提として承諾。1週間おきの撮影という珍しい形態が採用された。映画監督・北野武としてのデビュー作『その男、凶暴につき』は、1989年に予定通り公開された。この時のことを後年関根潤三の著書の推薦文で「（映画監督について）あんなに大変な仕事はあるのかと思った。」と述べている。
その後、1990年に公開された監督2作目となる『3-4X10月』からは脚本も兼任し、映画監督としての本格的な活動を開始する。興行的成功は中々出なかったが、黒澤明や淀川長治、蓮實重彦といった日本映画の重鎮からは作風を高く評価される。また、1993年の『ソナチネ』ではカンヌ国際映画祭「ある視点」部門やロンドン映画祭に招待され、海外でも高い評価を獲得する。
1996年には『キッズ・リターン』を発表。バイク事故からの復活を印象付け、カンヌ国際映画祭監督週間部門にも招待される。
1997年、映画『HANA-BI』が、第54回ヴェネツィア国際映画祭で日本作品として40年ぶりとなる金獅子賞を受賞した。発表直後、たけしは「異分野出身者でも大きな賞を取れると示すことができ、これから映画を目指す者に刺激になったと思う」と語った。授賞式では「今度またイタリアと組んでどこか攻めよう」「Let's try again with Italia and go to some country to war」と日英両語でスピーチ。帰国時の記者会見で、現地の土産物屋で購入した金獅子像のミニチュア（約280円）を披露して、笑いをとった。
第52回カンヌ国際映画祭コンペティション部門に正式参加した映画『菊次郎の夏』で、約5分間のスタンディングオベーションを受けた。
2003年には『座頭市』が第60回ヴェネツィア国際映画祭コンペティション部門に出品され、監督賞にあたる銀獅子賞を受賞。さらに北米最大の映画祭であるトロント国際映画祭でも最高賞にあたる観客賞を日本映画として初めて受賞し、北野映画としては異例となる国内外でのヒットを記録した。
2005年4月、フランスの『カイエ・デュ・シネマ』創刊600号記念号の特別編集長を務める。カイエ・デュ・シネマは300号から100号毎に映画人を編集長に招いて記念号を発行しており、過去に記念号の編集長を務めた映画監督は、ジャン＝リュック・ゴダール（300号）、ヴィム・ヴェンダース（400号）、マーチン・スコセッシ（500号）などがいる。
2005年4月、東京芸術大学で新設された大学院映像研究科の特別教授および映画専攻長に就任（〜2008年。なお、監督領域の教授は北野と黒沢清の2名）。北野大も淑徳大学教授であったので、兄弟で教授となった。
2007年5月、カンヌ国際映画祭60周年特別記念企画「To Each His Own Cinema」（それぞれのシネマ）に世界5大陸25ヶ国から選出された35名の著名な映画監督の中で唯一の日本人として名を連ねた。
2007年8月、第64回ヴェネツィア国際映画祭にて、たけしの映画監督作『監督・ばんざい!』に基づき「監督・ばんざい!賞」が新設され、表彰式に出席した。
2008年6月19日、第30回モスクワ国際映画祭で「特別功労賞」 (Life-time Achievement Award) を受賞。2003年の新藤兼人に次ぐ2人目の日本人受賞者となった。20日の会見では「ロシアの人は自分（北野）を過大評価している」「数々の芸術家が出ているロシアで表彰されるのは恥ずかしい」と語った。
2010年3月9日、フランス芸術文化勲章の一つであるコマンドゥール章を受章。13日の帰国会見では勲章の披露の前に、自身が作った「バンクーバー」と書かれた金メダルを出すボケを行い、笑いをとった。
2011年秋公開予定であった『アウトレイジ2』について「宮城県」でクランクインの準備をしていたら「東日本大震災」に遭遇しロケが取り止めとなり「6000万円以上損害が出た」と語っている。なお『アウトレイジ2』は、舞台を神戸市に移して『アウトレイジ ビヨンド』として、2012年10月6日に公開。
2016年、アカデミー賞を主催する米映画芸術科学アカデミーよりライター部門での会員候補に選定された。

## 映画監督としての特徴

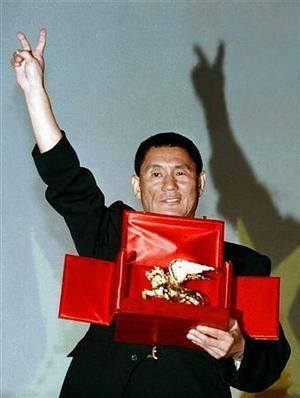
『HANA-BI』が第54回ヴェネツィア国際映画祭で金獅子賞を受賞

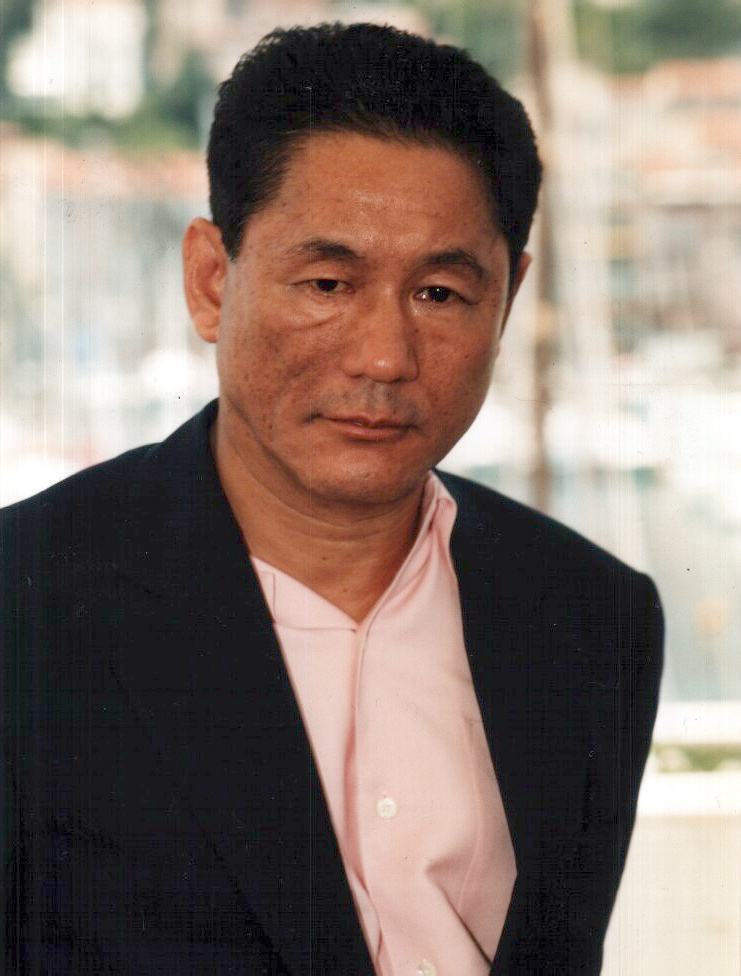
第53回カンヌ国際映画祭（2000年度）にて

たけしは幼少期ほとんど映画を観ておらず、黒澤明との対談では『力道山物語』『二等兵物語』『鉄道員』しか観たことがないと話している。また、黒澤は北野の映画作品を（作中に）余計なものがないから好きだと評価している。
押井守は気になる日本の映画監督に北野と三池崇史を挙げ「この2人のことは気になります。次は何をやらかすんだろうっていう面白さを感じさせる人たちです」とコメントしている。

### 撮影に関するエピソード
大森南朋はたけしについて「説明が無いまま始まる恐怖がいつもあります」と話している。
たけしの作品『アウトレイジ 最終章』の撮影中、大森は撮影当日、現場でマシンガンが傘に刺さっているのを知ったので「そういうことなのか」と思い、たけしがいない間に傘越しに撃つ練習をした。ところが、そのエピソードを聞いていた北野は「おいらは漫才出身だからね」と涼しい顔をしており、さらに「だから、テストを重ねた方が役者に芝居が入っていくという道理がわからない。それに漫才は一発目が勝負で、やればやるほどネタを知っている客は笑わなくなるから、北野組でもその新鮮さを求めるやり方を踏襲して、特に指示も出さずにいきなり『どうぞ（やってください）』って言うんですよ（笑）」と笑った。大杉漣はその緊張感ある北野映画の撮影現場で貧血を起こして倒れたことがある。

### 北野映画の特徴
北野映画の特徴として以下のようなものが挙げられている。
- 青を基調とした映像「キタノブルー」。
- 歩くシーンが多い。
- セリフが少ない（逆に言えば必要最低限のセリフで映画を成立させている）。
- 四コマ漫画の連続性。
- 瞬発的殺戮・秒殺・加減のない暴力描写のリアリズム。観客が想像する前に事が行われる恐怖。
- たけしの口癖である「馬鹿野郎」もしくは「この野郎」というセリフが、映画内で多用されている。
- 緊張の中に突如織り込まれるギャグ。

自らの映画作品に暴力団が登場することについては「暴力団を賛美した表現をしたことはなく、拳銃を使った人間は幸せになれないようなシナリオにしている」と述べている。

### キタノブルー
「北野映画」のビジュアル面での特徴として、画面全体のトーン、小道具の色などに青が頻繁に使われるというものがあり、気品があるとして「キタノブルー」と呼ばれる。特に『ソナチネ』など中盤までの作品において顕著で、ヨーロッパで高い評価を得た。突然の雨により画面が青一色になったのがきっかけとされる。極力余計な色を使用しないようにしていたことから、以降青を意識するようになったという。ただし『Dolls』からはキタノブルーの傾向は薄れている。
また、このキタノブルーはジャン・ポール・ベルモンド主演の『いぬ』にアラン・ドロン主演の『サムライ』や『仁義』、リノ・ヴァンチュラ主演の『ギャング』『影の軍隊』などで知られるフランス映画の巨匠ジャン＝ピエール・メルヴィルの影響を強く受けており、とりわけ『サムライ』以降の「メルヴィル・ブルー」が強い後期の作品の影響が濃い。「メルヴィル・ブルー」以外にも歩くシーンが多いやセリフが少ない、唐突に訪れるリアルな暴力や死、省略演出の多用もメルヴィルからの影響を強く受けており、自著でも特に『サムライ』を絶賛している。
メルヴィル作品『ギャング』のリメイク版である『マルセイユの決着』が2008年に日本で公開された際のプレスシートには、たけしによるメルヴィルを絶賛する旨のコメントが掲載された。
2016年10月にレジオン・ドヌール勲章の「オフィシエ」を受章した際、授与式で『サムライ』の主演のアラン・ドロンの息子のアントニー・ドロンと対面している。

### 映画観
「究極の映画とは、10枚の写真だけで構成される映画であり、回ってるフィルムをピタッと止めたときに、2時間の映画の中の何十万というコマの中の任意の1コマが美しいのが理想だと思う。例えば女性のヌードを撮影するってのも、ただ裸の女が出てるだけではなく、ストーリーの中で女が脱いでいくというものであり、グラビアは映画の原型みたいなものだと思う」と語っている。また、「たった1枚の絵画だけで20分も30分もその場に人を釘付けにできるのだとしたら、映画も少ないカットでそういう事ができるのを感覚的に目標にしている」と語っている。
自らが俳優として数々の作品に出演する際の姿勢として、撮影方針に口出ししないようにしているため、監督を務める際にも撮影方針に意見をする俳優は嫌いだと発言している。また、有名俳優でも撮影後気に入らないと出演シーンを編集でカットすることもある一方で、大杉漣や寺島進など北野作品に多く出演したことで名前が知られた俳優もいる。
映画音楽は『Dolls』まで、久石譲が長期にわたって担当していたが、その後は梶浦由記やNAGIそして鈴木慶一を起用している。水道橋博士によると、久石の起用を止めたのは、映画そのものではなく、音楽が評価されてしまったからだと語っている。

### お笑いタレントと映画監督
フランスと日本の文化観の違いとして「芸人という立場が映画監督としては悪影響を及ぼす、なんて気はなくて、フランス人の見方は、もっと才能があるんだっていう。この人はまだいろんなことがやれるんだって感じがあって。だからギャング映画撮っても問題ないし、バカバカしいことをやってもそれはそれとして見てくれる。映画は映画、バラエティはバラエティって分けてくれるんで、ありがたい。気が楽になった」とコメントしている。
「日本は漫才師が映画撮った、みたいな雰囲気があって、松本人志が映画撮ると、"かつて映画を撮ったお笑い人"の中に必ず俺が入っている」と、異業種の人間に対する偏見が強い日本の見方には苦言を呈している。また、海外メディアが（監督・北野武としての）彼にインタビュー取材を行った際に、彼が映画製作に使う専用のオフィスへ海外メディアクルーを招き、オフィス内部の紹介やインタビューに応じる姿があった。なお、日本のメディアに対してはオフィスは基本的に非公開であったが、世界各国のメディアによるドキュメンタリーを扱った日本のテレビ番組で放送された際に、初めて明かされている。

### 北野武が選ぶ好きな映画10本
1. 天井桟敷の人々 Children of Paradise（1945年、監督：マルセル・カルネ）
2. 2001年宇宙の旅 2001:A Space Odyssey（1968年、監督：スタンリー・キューブリック）
3. 時計じかけのオレンジ A Clockwork Orange（1971年、監督：スタンリー・キューブリック）
4. 七人の侍（1954年、監督：黒澤明）
5. L.A.大捜査線/狼たちの街 To Live and Die in L.A.（1985年、監督：ウィリアム・フリードキン）
6. ワイルド・アット・ハート Wild at Heart（1990年、監督：デヴィッド・リンチ）
7. ガルシアの首 Bring Me the Head of Alfredo Garcia（1974年、監督：サム・ペキンパー）
8. ダークマン Darkman（1990年、監督：サム・ライミ）
9. 狂い咲きサンダーロード（1980年、監督：石井聰亙）
10. 鉄道員 The Railroad Man（1956年、監督：ピエトロ・ジェルミ）

## 人物

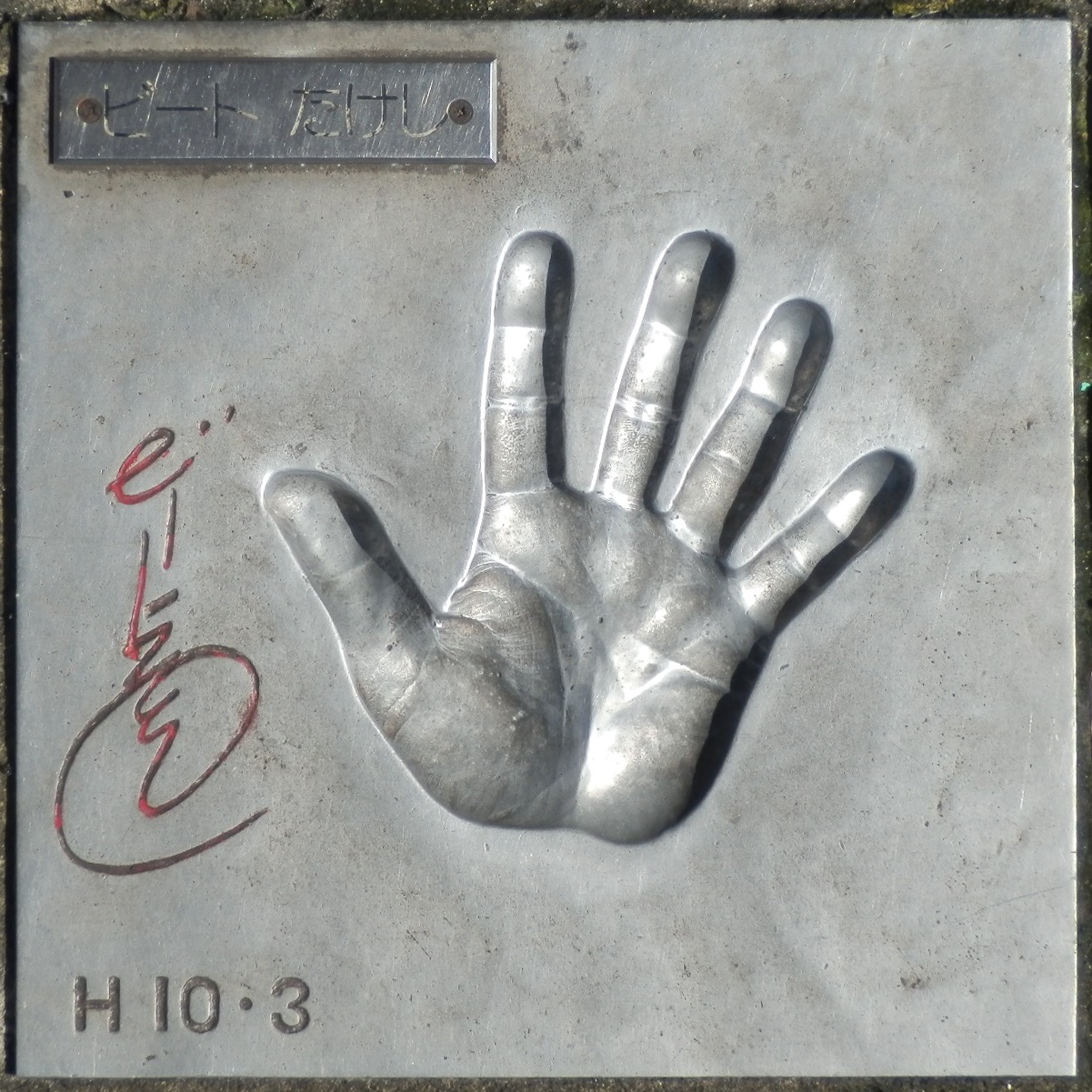
浅草公会堂の手形

### 特徴
ビートたけしは自らを「俺」「僕」「オイラ」と呼び、それぞれ場の雰囲気に合わせ使い分けている。「オイラ」は下町・職人言葉の位置づけで、自身が育った島根町が職人街であったことと関連するとしている。かつて足立区の広報誌から受けたインタビューでは、「足立は東京の下町だね。その足立の下町が島根だというの。島根は下町の中の下町。足立の中の足立だって思うんだよね」とコメントした。
たけしのものまねをする際の動作として定番化している頻繁に首をひねる動作（しかし、たけし本人は1990年代以降はあまり見せなくなっている）は癖ではなく、ツービート時代に「トランポリンで飛び跳ねながら漫才をやってくれ」と頼まれ、稽古中に頭から落下してしまい頸椎を負傷、以後しばらくの年月に渡り首に違和感があったためと『週刊ポスト』の連載コラムで述べている。
たけしが司会のバラエティ番組などにおいて、他の出演者（主に女優や子供タレント、たけしより先輩のタレント等）がくだらないことを言ったり、話が噛み合わなかったりなどちょっとしたミスをするとたけしの近くにいるタレント（例：「世界まる見え!テレビ特捜部」の所ジョージ）やたけし軍団などの後輩芸人をたけしがピコピコハンマーやハリセン、メガホンで叩いて笑いに変えることがある（例：たけし「あいつを何とかしろ！ピコッ！」）。これは、たけしが過去に出演した映画「戦場のメリークリスマス」において、監督の大島渚が、たけしがNGを出した場合、本業が俳優でないたけしへの配慮として助監督が代わりに叱られるというものから来ている（詳しくは戦場のメリークリスマスの『エピソード』欄を参照）。このたけしのやり方によって、普段はなかなかツッコめない女優や先輩タレント相手または、ロケなどでちょっと離れた場所にいるタレントにも（間接的ではあるが）結果的にツッコむことができるので、このツッコミをマネする芸人もいる。
また番組冒頭で「というわけで（ございましてですね）…」という台詞と同時に司会を始めるたけしのスタイルは、元々は他の出演者に「どういうわけだよ！」とツッコミを貰うためのボケにすぎなかったが、バラエティ番組などで当たり前のように常用されている。

### 芸名（愛称）
愛称は「たけし」、多くの芸能人からは「たけしさん」と呼ばれるが、タモリや和田アキ子からは「たけちゃん」、たけし軍団やたけしを慕っている後輩芸人からは「殿」と呼ばれており、所ジョージからは「北野さん」や「おじさん」「おいさん」と呼ばれ、明石家さんまからはたまに「おっさん」「ビート」「タケ」と呼ばれる。笑福亭鶴瓶からは「兄さん」とも呼ばれている。

### 主なキャラクター
- 火薬田ドン（FNS27時間テレビ）
- 殿（痛快なりゆき番組 風雲!たけし城）
- 鬼瓦権造（オレたちひょうきん族）
- タケちゃんマン（オレたちひょうきん族）

※詳細は各項を参照。

### 親族
- 父・菊次郎の叔母で実質の祖母[注 16]である北野うし（1873年9月、徳島県徳島市通町生れ[6]）は、明治時代に娘義太夫（女義太夫）の花形であった[6]。
- 明治大学名誉教授・秋草学園短期大学学長・工学博士でタレントでもある北野大は兄。
- 元漫才師の北野幹子と結婚していたが、2015年になっても「40年も顔を合わせていない」とネタにするほどの不仲であり[39]2019年6月に協議離婚[40]。2020年、たけしのマネジメント業務を行う女性と再婚した[41]。
- 2016年から飼う愛犬は、柴犬の雄の「ゴン」（権蔵）。名前の由来はコントで鬼瓦権造を、明石家さんまが「ゴンちゃん」と呼んでいたことから[42]。「ゴン」の名は、たけしが2018年4月以降所属する事務所「T.Nゴン」の社名に使用されている[43][44]。

### 友人関係
- B&Bの島田洋七とは、漫才ブームが始まる数年前に出会って以来の親友。洋七とは、横山やすしに紹介されたのがきっかけである。洋七とは、「やすしと洋七とたけしが食事にいって、やすしが2人を置いてけぼりにし、2人は夜通し東京までの道のりを歩いて帰った」、「たけしがフライデー事件で謹慎していた際に、洋七と毎日のようにゴルフをしていた」などいくつかのエピソードがある。洋七が芸能界を引退しようとした話を聞いたたけしは、「芸人をやめるなら友達づきあいをやめるぞ！」と洋七を一喝した。洋七は一度は解雇された吉本に頭を下げて復帰を許され、生涯一漫才師を誓い、島田洋八と再びB&Bを復活させ、こつこつと仕事をこなすようになり、その後、「佐賀のがばいばあちゃん」シリーズなどで、再び人気が出るようになった。
  - 一方で洋七の弟弟子である島田紳助との交友は少なく、「漫才ブームの時ぐらいしか知らない」と述べている[45]。
- 所ジョージと非常に仲が良く、毎週日曜日に所の遊び場兼事務所である「世田谷ベース」へ遊びに行く。料理が得意な夫人の手料理を肴に、趣味の話などを酒とともに酌み交わすことが楽しみの一つとなっている。
  - 元々、たけし自身も車好きではあったが、所の見立てでフェラーリ599（跳ね馬のエンブレムを自身のギャグであるコマネチポーズをしている馬のエンブレムに作り変えている）やフェラーリ458イタリア（「成金号」と命名）[46]、ブガッティ・ヴェイロンやランボルギーニ・ガヤルドといった高級車を購入したり、ポルシェ911を、かつて所持していたポルシェ959に見立てて改造したポルシェ979K、軽自動車のスバルR1やR2をベースにフェラーリ風モディファイを加えたフェラリーADACHIKU（足立区）とフェラリーMINAMIURAWA（南浦和）をプロデュースするなどしている。
  - たけしが番組などで使った衣装や小道具を世田谷ベースに持ち込み、所と一緒にお遊びでとった写真をベースにして、雑誌『FAMOSO』が発刊された、その模様を年2回位「たけし・所の二人テレビ」で放映している。2011年からは「所さんの世田谷ベース」と似たコンセプトの姉妹番組「たけしの等々力ベース」がスタート。
- たけし・逸見の平成教育委員会などで共演した逸見政孝とも親交が深く、その後の逸見家との交流も深い。逸見とは「ひょうきん族」や「お笑いBIG3シリーズ」で共演したり、「オールナイトニッポン」や「北野ファンクラブ」で逸見のことを話題にするなど、関係があった。「平成教育委員会」で共演したのを契機に交友を深めていく。数学を得意としたたけしと国語・社会は得意であったが数学を苦手としていた逸見、巨人ファンのたけしと阪神ファンの逸見といったように対照的であるがゆえに、お互いにないものを補い合えると認めあう仲であった。逸見からガンの再発で再入院する事実を告げられたたけしは、その日から告別式の日まで酒を断ったという。
- 横山やすしを大変尊敬し、葬儀に駆けつけた時には「雲の上にいるような人だった。やすしさんには芸も色気も敵わない。もう少し漫才を続けてほしかった」とコメントしてやすしの全盛期を懐かしむなど、親交があった。

### エピソード
芸人として同じ浅草界隈で育った先輩芸人であり、たけしの人気が出た1980年代の漫才ブーム時にはお笑い界のトップに君臨していた萩本欽一に対し、当時批判的な意見を述べていた。コント55号の毒のある笑いは好きであったが、萩本が1人で司会をするようになってからのアットホームな笑いやザ・ドリフターズの子供向けの笑いに、自身の目指す笑いとの乖離と今後のテレビ界に危機感を感じたため、「萩本欽一といかりや長介を引きずり下ろしたかった、この2人の牙城を崩さない限り、ひょうきん族はありえないと思った。」と語っている。1982年を境に萩本やザ・ドリフターズと入れ替わるようにたけし自身がお笑い界のトップに君臨することとなる。萩本とたけしのテレビでの共演は未だに実現していない。1985年までのお笑いBIG3は萩本、タモリ、たけしであったものの、この3人を前面に出した番組は全くなかった。なお、たけしは後年に萩本に対しては「お笑い芸人の地位とギャラを上げたのは萩本さんだ」「コント55号が自分の冠番組もって。それからだもん、お笑いが強くなったの」と評価する発言をしており、その発言を聞いた太田光（爆笑問題）からは「こんなこと言うようになったんですね」「さんざん、萩本さんを引きずり下ろすの見てきましたからね」「欽ちゃんのファンだったから結構ショックだったんですよ!」と過去の発言を追及されてしまった。また、たけしはザ・ドリフターズが出演した『8時だョ!全員集合』についても「今見ても面白い」「それは完璧に計算して稽古して作り上げたものだからだ」と再評価する発言をしている。一方で自身が出演した『ひょうきん族』については「今になって『ひょうきん族』を見ても面白くも何ともない」「古臭くて笑えるもんじゃない」とし、『ひょうきん族』で行った楽屋話的な笑いを「芸の笑いとは別のもの」と述べている。
一方、萩本は『テレビを輝かせた100人』（2011年7月9日放送）にゲスト出演した際、当時よりたけしに好印象を持っていた事を語っており、たけしの弟子でもあるガダルカナル・タカからの「（たけし軍団の持ち味でもある）下ネタをどういう風にご覧になっていたか?」という質問には、萩本の師匠・東八郎の教えで自らは下ネタで笑いを取らない様に貫いているに過ぎない事、たけしについては「浅草の僕の後輩のすぐ下がたけちゃんだった。だから自分の弟みたい」、「だから言っといて。"大好きだ"って」とタカに向けて語っている。
トーク番組の最終回に、スペシャルゲストとして招かれることも多い（『たかじんnoばぁ〜』（1996年7月13日放送）、『すてきな出逢い いい朝8時』（2001年9月29日放送）、『クメピポ!絶対あいたい1001人』（2009年7月29日放送）、『笑っていいとも!』「テレフォンショッキング」（2014年3月31日放送 ※レギュラー放送分）等）。
大阪市にある放送局のローカル番組にも時折出演することがある。特にたけしのレギュラー番組を多数制作している朝日放送に関して縁が深く、『探偵!ナイトスクープ』『ナンバ壱番館』などにもゲスト出演している。また、関西テレビや讀賣テレビに関してはやしきたかじんとの親交もあり、たかじんの番組にゲスト出演している。一方で、毎日放送に関してはイースト (現在のE&W) 制作の日本全国ネット番組に限定され（毎日放送『たけし・所のドラキュラが狙ってる』はIVSテレビ制作が請け負った）、ローカル番組では出演がない。また、関西・関東いずれにおいても独立局への出演は全くと言っていいほどなく、極めて珍しい例として2015年5月22日放送の『バラいろダンディ』（TOKYO MX）にゲスト出演したことがある。
2009年10月3日放送分のTBS『オールスター感謝祭』で総合司会の島田紳助が「番組開始前に自身の楽屋に挨拶に来なかった」として解答者の東京03に激怒したとされる件に関し、同年10月27日付けの東京スポーツに「紳助が『あいさつがない』とかって若手の東京03ってのを怒ったものだから、出番前にタレントがいちいちオレんとこにあいさつに来て、うるさくってしょうがないよ」とのコメントを発した。
林家三平の襲名披露興行で披露して以来、林家三平と国分佐智子の結婚式や『とんねるずのみなさんのおかげでした』内で行われた飯尾和樹（ずん）の披露宴、『森田一義アワー 笑っていいとも!』のテレフォンショッキング最終回等で表彰状ネタ（その人物等への表彰状を読む体裁で随所にブラックジョークなどを盛り込んで話すスタイル）をしばしば行っている。
所ジョージとは親友である一方で、たけしは所の生活スタイルに嫉妬していると告白している。2015年12月29日に放送された『一流が嫉妬したスゴい人』で、「所の生活スタイルは、発想が違っていて、俺には真似できない。俺は所から仕事以外の楽しみ方というものをすべて教わった」と話している。また、同番組でたけしは、過去に甲本ヒロトにも嫉妬したことがあったと告白している。「俺、もしかするとお笑いじゃなくて、こういう感じの音楽をやりたかったんじゃないかなって気付かされて、嫉妬したね」と話し、甲本の歌については「悲しいのよ。不良をやろうとして不良になれない子のパンクって感じがしてね。歌での表現でしか不良をできないのかな、と感じたんだよね。よく考えるとパンクではなくて演歌なんだよね。でも感じがパンクなんだよね。こういう歌を10代とかに聴いていたら涙したんだろうなあ」と評している。
桑田佳祐（サザンオールスターズ）との関係性は基本的には良好であり、双方が才能を認め尊敬し合う発言をしているほか、2004年に桑田の父親が死去した際には、たけしが生花を送っている。この関係性を知らない者からは後述する映画『稲村ジェーン』に関する論争の影響で現在も桑田とたけしが不仲であると誤解されたことも度々あり、たけしは「桑田佳祐の映画でいろいろあったのなんて、もうずいぶん昔のことだよ。もしも仲が悪かったら映画『浅草キッド』の主題歌に桑田佳祐の曲を使ったりしないだろう」とコメントしている。またフジテレビ『足立区のたけし、世界の北野』のエンディングで桑田が作詞作曲した「SEASIDE WOMAN BLUES」をたけしが歌っていた事もある。
長く活躍していることもあり、知名度は高い。2020年7月22日に放送された『水曜日のダウンタウン』の「古今東西 日本人知名度ランキング」第2弾では、第5位（94.2%）にランクインした。

## 事件・事故

### フライデー襲撃事件
1986年12月9日、たけし軍団の一部メンバー11人を連れて講談社に行き、フライデー襲撃事件を起こし逮捕。翌1987年6月10日に懲役6か月、執行猶予2年の判決が出された（東京地裁、確定）。当時のレギュラー番組『天才・たけしの元気が出るテレビ!!』『痛快なりゆき番組 風雲!たけし城』『スーパージョッキー』への出演については、執行猶予判決が確定するまでの約8か月間謹慎することとなった。なお、当時たけしと交際していたといわれた女性への暴行で告訴された記者は、罰金10万円の判決を受けた。
1987年、映画監督・深作欣二は、謹慎中の身にあったたけしと京都府において初対面。その印象を「非常に鋭い顔をしている。笑っていても目は笑わんし、顔立ちが独特だ。いろんな人間とシビアな闘争をしてきた男の顔だ」と語った。

### バイク事故
1994年8月2日午前1時40分、原付バイクで東京都新宿区の安鎮坂付近を走行中に自損事故を起こし頭部に重傷を負った。事故後、偶然近くにいた第一発見者諸星和己（光GENJI）の通報により東京医科大学病院に救急搬送されて一命を取り留めたものの、長期の入院などにより約半年間に渡ってテレビ出演が出来なくなった。また、事故は酒気帯び運転によるものであったために書類送検され、起訴猶予処分を受けた。執刀医は東京医科大学主任教授（当時）の渡邊克益医師であった。
退院時に会見を行ったが、この時点ではまだ顔面が麻痺しており大きく変形した状態であったため、大変な反響を呼んだ。本人は「頭にボルトが入っていて飛行機の金属探知機に引っかかる」「顔面麻痺が治らなかったら芸名を顔面マヒナスターズにしますから」と、自らの怪我をネタにした。退院後もリハビリを続け麻痺はある程度回復したが、一部は回復せず残ることとなった。
記者会見後暫くして週刊誌での連載を再開しテレビより先に復帰、翌1995年3月4日の『平成教育委員会』でテレビ復帰し、その後、3月5日には「スーパーJOCKEY」で復帰後初の生番組に出演、以後レギュラー番組にも復帰した。ただ、「ドラキュラが狙ってる」は復帰後も3月19日まで出演せず、3月26日の最終回のラストに出演した。
この事故で生死の境を彷徨っていた時、たけしの夢の中に、事故前の1993年に亡くなった親友の逸見政孝が出てきたとのこと。たけしは「あれは、『まだ俺は死んじゃいけない。』って逸見さんが言いに来てくれたんじゃないかな」と、退院後のインタビューで答えた。
入院中に面識のない原節子の名前で数珠を贈られ、これを常に身に着けていたが、退院後しばらくして突如壊れて散らばった。たけしは拾い集めようとしたが、「これは病気が良くなった証拠だ」と思い直し、再び着けることはなかった。ただし、原の名前で贈られたとしても、引退後、芸能界から完全に距離を置いていた原本人が実際に贈ったものかどうかは異論もある。
この事故により缶コーヒー「ジョージア」のテレビ広告への出演が決定しスケジュールも出ていたが、撮影中止となった。
2016年秋に自身が出演した日清カップヌードルの広告にて、たけしがガムテープで補修だらけの原付バイクに乗るという1994年の事故を連想させるシーンが存在し、その広告の最後には「守ろう、交通ルール!」というセリフを発している。

### つるはし男襲撃事件
2021年9月4日、TBS系『新・情報7daysニュースキャスター』収録後、ロールス・ロイスの後部座席に乗りテレビ局（東京都港区赤坂のTBS放送センター）敷地から出ようとした際に、過去に弟子入りを志願したとされる男にツルハシで車を襲撃された。ロールス・ロイスはVIP仕様でびくともしないとも言われたが、実際には耳を切るなどの軽傷を負っている。この事件に関しては、同年9月11日の番組生放送の冒頭、警視庁から黙っているよう申し入れがあったと断りを入れた上で、経緯を軽く説明するにとどめている。また、安住紳一郎アナウンサーは「たけしさんは現在、弟子をとっていません」とアナウンスを行っている。

## 価値観

### 皇室
明仁（上皇）と美智子（上皇后）に対しては畏敬の念を述べている。
ビートたけしが明仁を「すごい存在」と初めて思った契機として、中学生時代に母親に連れられて皇太子妃時代の美智子を送りに軽井沢に行ったことを竹田恒泰と対談した際に明かしており、「強制されて行った感じはなかった」と述べている。天皇について「信仰に近いというか、神にかなり似た存在」と形容しており、「日本の歴史を振り返ると天皇は『はなからいる』存在」とも述べている。2009年に宮中茶会に招待されており、明仁と美智子がたけしの映画を見ていたことを語ったり体調を尋ねるなどされ、緊張したことを明かしている。
過去にたけしに紫綬褒章受章の打診が来たが、断ったエピソードを明かしており、理由は本人が言うには自身に逮捕歴・前科があることや授賞式に配偶者が出席しなければいけないという決まりがあったからであるといい、「本当はもらいたかったけど、俺はもらうような立場ではないとお断りを入れた」とも述べている。この辞退についてたけしの弟子の東国原英夫は紫綬褒章に賞金が無いことを理由にしていたとギャグとして述べたが、2016年10月21日に、天皇夫妻の公務を増やしたくなかったことが受章辞退の本当の理由と明かした。
2019年4月10日に国立劇場で行われた、明仁の天皇在位30周年を祝賀する「感謝の集い」では、映画監督・北野武として登壇し、ギャグを挟みながら祝辞を述べた。

### 社会風刺

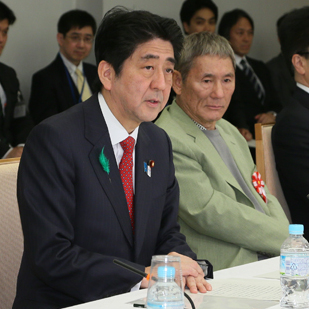
2013年、アジア文化交流懇談会にて安倍晋三と

ツービート時代からの漫才はもとより、『週刊ポスト』連載の「毒針巷談」（その後「世紀末毒談」を経て「21世紀毒談」）や『新潮45』連載、東京スポーツ連載『ビートたけし本紙客員編集長の世相メッタ斬り』、テレビ番組『ビートたけしのTVタックル』などで世相を風刺する発言も多く行っており、それが話題となることもある。例えば、1990年代に「『北野党』を立ち上げる」と冗談で発言したことが大きく取り上げられたこともあった。
別の一例としては、1992年に『新潮45』の連載にて「『地球にやさしく』なんかできない」のタイトルで、「地球に優しくしたいなら人間殺さないといけない」と、当時の政財界やマスコミによる「エコロジーブーム」の欺瞞性および浅薄さを皮肉った。この「『地球にやさしく』- 」は、同年6月18日付けの朝日新聞に「ビートたけしと地球環境」と題した、環境問題への無関心を戒める社説が掲載されるなど反響を呼んだ。なお、この文章は1996年の山形大学教育学部の入学試験の小論文試験の出題にも使用された。
原子力発電については「原子力発電を批判するような人たちは、すぐに『もし地震が起きて原子炉が壊れたらどうなるんだ』とか言うじゃないですか。ということは、逆に原子力発電所としては、地震が起きても大丈夫なように、他の施設以上に気を使っているはず。だから、地震が起きたら、本当はここへ逃げるのが一番安全だったりする（笑）。でも、新しい技術に対しては『危険だ』と叫ぶ、オオカミ少年の方がマスコミ的にはウケがいい」「東京湾に原発を作れ」と称賛とも皮肉ともとれる発言をしている。
「北朝鮮による日本人拉致問題をテーマにした映画を作りたい」と2008年7月21日放送分「TVタックル」2時間スペシャルの収録で発言したが、その場面がすべてカットされたことが「週刊文春」2008年7月24日号で報じられたことがある。
ニッポン放送『オールナイトニッポン』にて、日本テレビから同局が「チャリティー番組」として放送し、募金活動も行っている『24時間テレビ 「愛は地球を救う」』への出演オファーを受けたが、拒否したことを明かしている。さらに「出るなら全員ノーギャラにすべき」と発言し、偽善番組とも述べている。

### タップダンス・ピアノ・ギター・音楽
漫才ブームが過ぎ、次代に生き残るための材料を思索していた時期、たけしはテレビの更なるバラエティショー化が進むと予想し、「タップとピアノ位はやれないとみっともねえだろ」と考え、たけし軍団でもタップ・楽器・太神楽（ジャグリング）が必修科目となった。その中で、太神楽は海老一染之助・染太郎を師匠として学んでいたが、染之助の技は花柳流名取であったことに由来すると知り、日本舞踊も習うようになった。タップダンスに対する思い入れは深く、毎日練習を欠かさず行なう。映画『座頭市』の撮影では踊るシーンが無いのにもかかわらず練習をしていた。海外に渡航する際ですらタップシューズを持参するとのこと。最近では2013年にポカリスエットの広告や2019年の『FNS27時間テレビ』でタップダンスを披露している。
ピアノを弾くのはバイエル、ツェルニー、そしてソナチネまでで、それ以上の域に到達する必要はないと言う。これは、さらに上を目指すのは本末転倒で、タップもピアノも「真剣にやろうと思えばやれる」ところまで到達し、それ以降はいかにアレンジして見せるかを考えるのが芸人の仕事だとする、彼の考えに由来する。ピアノの他にもギターも数本所有しており、その内の一本であるギブソン・ES-330を所ジョージに譲渡している。
ミュージシャンとしてのサザンオールスターズの桑田佳祐を「大した天才だと思う」と述べており、カラオケのレパートリーとして「真夏の果実」「マンピーのG★SPOT」「SEA SIDE WOMAN BLUES」を挙げている。また、桑田も芸人としてのたけしを認めている。ファンや識者の間では桑田とたけしに関して照れ隠しなどが混じった人柄や芸風の共通点を指摘する意見も存在している。ただし、桑田が監督を務めた映画『稲村ジェーン』や2014年の年越しライブでの紫綬褒章に関連するトラブルに関しては批判的な発言を述べていた。

### ファッション
漫才ブームの頃は、三宅一生の服を愛用していた。しかし三宅から「服を着ないでくれ」と言われたことを漫才のネタにして、三宅のとこに電話して「着るぞ。ガタガタいうと買うぞ」と脅かしてやった、などとテレビで話し有名になった。実際に三宅の事務所の広報担当からたけしに直接電話があり、「たけしさん、本人はあんまりいい顔していませんよ。なるべく着ないでください。イメージくずれるから」と言われたと1982年の週刊誌のインタビューで話している。

### 数学
数学に対する造詣は深く、「もし違う道を選ぶなら数学の研究者になりたかった」と語った。また、「数学というものは哲学であって、全ての事象は数学に支配されており数学で説明できる」とも発言している。

### スポーツ
野球をこよなく好む。幼少の頃からプロ野球のチーム「読売ジャイアンツ」のファンで、特に長嶋茂雄を敬愛している。草野球チーム（「たけし軍団」）では、投手を務めることもある。野球をする時のたけしは真剣であり、川崎球場での番組収録中、グラウンドに男性アイドルが登場したため女性ファンの歓声により、試合どころではなくなってしまった。その際に誰よりも早く「ここはグラウンドで野球をやってるんだぞ！コンサートじゃねえんだ！」とスタッフを一喝した。現在では、日本のプロ野球よりもメジャーリーグへの関心が高い。
神宮外苑の軟式球場が一種のホームグラウンドで、最盛期は年間70試合近くも行い、1991年の阪神タイガース・ファン感謝デーならびに1992年の千葉ロッテマリーンズ・ファン感謝デーで、軟式ルールながら阪神・ロッテに勝利した。作家・伊集院静が連載していたエッセイ『二日酔い主義』の中には、たけしと一緒にプレーをした記憶に触れる回が幾つかあり、『たけしのグローブ』（伊集院静『あの子のカーネーション』文藝春秋、1989年）では、たけしの使い込まれたグローブに強かな野球少年の面影を重ねて描かれていた。
格闘技では、自身もジムに通った経験を持つボクシングを好み、映画『キッズ・リターン』を作った。映画の中で人を殴るシーンや『座頭市』における逆手斬りのフォームには影響が垣間見える。浅草時代を知る石倉三郎は、「タケちゃんのケンカはボクシングスタイルで結構パンチも早かった」と述べている。なお、たけし自身は1963年の高山一夫 対 勝又行雄戦、1971年の金沢和良 対 ルーベン・オリバレス戦をベストマッチに挙げている。その一方で、1987年のたけしプロレス軍団にまつわる騒動において苦い経験もした。また、空手で骨折し、拳の一部が変形している。
キム・ヨナの指先の微妙な動きと豊かな表情を高く買っており、「役者として演技力がうまいな。技術は真央ちゃんと変わらないし、ジャンプは難しいことやっていないのに、演技力が圧倒的だった」「真央ちゃんは芝居を勉強したらいいよ」と述べている。
浅田真央に対しても『情報7days ニュースキャスター』2014年2月22日放送分で「真央ちゃん（の演技）良かったね、いいんだよ、どうせあんな採点なんてインチキなんだから」と冗談交じりで述べ「真央ちゃんみたいなのはね、メダルとれなくたってね、感動があるんだよ。だからいいんだよ」と評価している。
他にもサッカーに詳しく、Jリーグ開始以前の国内・海外選手に特に詳しい。また、相撲にも造詣が深く、自身がメインキャスターを務める『情報7days ニュースキャスター』の番組内で、その博識ぶりを発揮している。
一方で、鉄棒の逆上がりや跳び箱といった器械体操の類は不得意であり、後にたけしの出演番組内でもネタにされ、『たけしの跳び箱オリンピック』と題した苦手克服企画が、1988年の年末に放送された。
オリンピックを愛する男であり、日刊スポーツの「東京五輪・パラリンピック特集」では会場、費用負担、新競技など問題点ばかりが目立ってしまった特集掲載期間中、五輪を愛するたけしはあえて「オリンピックは末期状態」と厳しい言葉で活を入れた。オリンピックの商業主義も批判しており、「アジェンダ2020」を採択する一方で高い理想、高価な施設、高級感のある大会運営を強いていることに関して「利権を持つ欧州貴族がうまいことやって、金をもうける手段になってる」と一刀両断。東京大会でスケートボード、サーフィンなどを新種目としたことにも違和感を覚えている。2024年大会の立候補地にパリとロサンゼルスしか名乗りを上げなかったことに関しては異例の事態に「やりたい所なくなるよ」と言い「元来ギリシャの五輪なんだから、毎回ギリシャでやればいい。会場も毎回造らなくていいし、聖火も運ばなくていい」と皮肉った。

### LGBT
『情報7daysニュースキャスター』で、当時のアメリカ合衆国大統領バラク・オバマが同性婚を支持する事を表明したニュースを取り上げた際に「同性婚が認められたら、そのうち動物との結婚も認められるようになったりね」「結婚した男2人が子ども育てるっていうけど、その子どもはどういう風になっていくんでしょうね。お前のお母さんはお父さん?とか言われんじゃないの」と発言し、すぐさま渡辺えりから「どうしてそういうこと言うんですか」と反論されたことがある。
2023年5月、アメリカのエンターテインメント専門誌の「ハリウッド・リポーター」はカンヌ国際映画祭に合わせて行われた単独インタビューで芸能事務所「ジャニーズ事務所」の元所属タレントが同事務所創業者であるジャニー喜多川（2019年死去）から性暴力を受けていたことを相次いで告発した問題について見解を求められた際にたけしは「日本でもLGBTQの問題やセクハラについて声を上げられる時代がようやく訪れた」と評価した上で戦後から一部の有力芸能事務所がタレントを奴隷のように扱っていることが今日まで続いており、そのことで過去の古い制度的慣習やその他の問題が明るみに出ている点を指摘した。

## 出演

### レギュラー番組
- ビートたけしのTVタックル（テレビ朝日系列）
- 世界まる見え!テレビ特捜部（日本テレビ系列）

### NHK
- 北野武の宵越しスーパートーク（1998年元旦、井上ひさし・諏訪内晶子・市川猿之助との対談）[93]
- 第51回NHK紅白歌合戦（氷川きよしの応援）
- 第52回NHK紅白歌合戦（同上）
- 第70回NHK紅白歌合戦（「夢を歌おう」特別企画枠にて『浅草キッド』を歌唱）
- 二人のTAKESHI（特別番組）
- 海洋アドベンチャー タラ号の大冒険（2016年7月18日）[94] - 海洋観測船・タラ号日本大使として出演
- コントの日（特別番組）
- たけしのその時カメラは回っていた（2020年4月4日 - 2022年3月23日、毎月1回）[95]
- たけしアート☆ビート（2011年4月6日 - 2012年3月14日、NHKBSプレミアム / BS放送）
- たけしの“これがホントのニッポン芸能史”（不定期特番、NHKBSプレミアム / BS放送）

### 日本テレビ系列
特記のないものは日本テレビ制作
- スーパージョッキー（1983年1月 - 1999年3月）
- OH!たけし（1985年4月 - 1986年9月）
- 天才・たけしの元気が出るテレビ!!→超天才・たけしの元気が出るテレビ!!（1985年4月 - 1996年10月）
- ビートたけしの全日本お笑い研究所→番組の途中ですが…再びたけしです（1988年4月 - 9月）
- 蝶々・たけしの21世紀まで待てない!!（1990年10月 - 1991年3月、読売テレビ制作）
- 新橋ミュージックホール（1997年10月 - 1999年3月、読売テレビ制作）
- ビートたけしのお笑いウルトラクイズ
- 世界超偉人伝説
- キヤノンスペシャル「人類は宇宙を目指した!北野武×NASA50年 奇跡の挑戦!完全実写ファイル」（2009年3月15日）
- たけしとひとし（2010年12月10日）
- たけしの超新説研究所 最新科学が歴史を暴く（2012年3月20日）
- ビートたけし特別主催 おバカンヌNo.1映像祭（不定期特番）
- たけし・所の二人テレビ（テレビ朝日、日本テレビ、TBS系列 / 年2回春・秋位放送）
- 世界に誇る50人の日本人 成功の遺伝史（2013年12月30日、2015年2月16日、2016年2月22日）
- ビートたけしの教科書に載らない日本人の謎（年1回放送）
- 緊急!ビートたけしの独裁国家で何が悪い!（2007年9月29日、2008年9月17日）
- ビートたけしの今まで見たことないテレビ（不定期特番）

### テレビ朝日系列
特記のないものはテレビ朝日制作
- アイドルパンチ（1982年4月 - 1983年9月）
- ザ・ベストヒット'83（1983年5月 - 9月）
- ビートたけしのスポーツ大将（1985年4月 - 1987年3月 / 1988年2月 - 1990年2月 / 2017年11月12日 - 2018年9月16日）
- 神出鬼没!タケシムケン（1999年4月 - 2000年3月）
- ビートたけしの!こんなはずでは!!（2003年4月 - 2004年9月）
- スポーツシャワー〜ヒーローに花束を〜（1991年4月 - 1992年3月、朝日放送制作）- 松尾雄治司会のサポートアシスタント
- たけしの万物創世紀（1995年10月 - 2001年3月、朝日放送制作）
  - ABC創立50周年スペシャル たけし&所のサイエンスアドベンチャー 遥かなる人類への旅（2000年11月4日 - 5日、朝日放送制作）- 土曜ワイド劇場、日曜洋画劇場 枠
- たけし・所のWA風がきた!（2001年4月 - 2002年3月、朝日放送制作）
- たけしの家庭の医学シリーズ（朝日放送制作）
  - 最終警告!たけしの本当は怖い家庭の医学（2004年4月13日 - 2009年12月15日）
  - たけしの健康エンターテインメント!みんなの家庭の医学（2010年1月12日 - 2017年6月6日）
  - 名医とつながる!たけしの家庭の医学（2017年7月11日 - 2020年3月17日）
- 有名人の皆様ゴメンなさい…ビートたけしの超国民的バラエティ噂のあの人この事件 そこまでバラすか! ウワサの真相 年内決着スペシャル（1993年12月31日）
- キヤノンスペシャル
  - 北野武の色彩大紀行〜真実の色を求めて〜（2002年6月22日）
  - 北野武と色彩の魔術師たち（2002年10月13日）
- ビートたけしのD-1グランプリ（不定期特番）
- たけしのポリスアカデミー（朝日放送制作）
- たけし・所の二人テレビ（テレビ朝日、日本テレビ、TBS系列 / 年2回春・秋位放送）
- 名球会VSビートたけし&芸能界ドリームチーム（正月特番）
- ビートたけしの禁断の大暴露!!超常現象(秘)Xファイル（年1回放送）
- 緊急!世界サミット“たけしJAPAN”（朝日放送制作 / 不定期特番）
- 朝までたけし軍団 → 朝までたけし的ショー → たけスポ（原則年1回放送）
- KAMIWAZA〜神芸〜（朝日放送制作 / 年1回放送、番組ゼネラルマネージャー）
- ビートたけしのいかがなもの会（不定期特番）
- ビートたけしの知らないニュース（不定期特番）

### TBS系列
特記のないものはTBS制作
- 突撃HOTスタジオ!（1983年4月 - 6月）
- 笑ってポン!（1983年7月 - 9月）
- たけしのお笑いサドンデス（1983年10月 - 1984年6月）
- たけしのホッカホッカタイム（1984年7月 - 9月）
- 痛快なりゆき番組 風雲!たけし城（1986年5月 - 1989年4月）
  - 風雲!たけし城 （2023年4月21日 - 、Amazon Prime Video）
- 総天然色バラエティー 北野テレビ（1989年4月 - 9月）
- たけしの頭の良くなるテレビ（1989年10月 - 1990年9月）
- スーパーサッカー（1994年1月 - 8月、バイク事故で休養しそのまま降板）- VTR出演
- ここがヘンだよ日本人（1998年10月 - 2002年3月）
- 情報7daysニュースキャスター→新・情報7daysニュースキャスター（2008年10月4日 - 2022年3月19日） - フリージャーナリスト
- 日曜ゴールデンで何やってんだテレビ（2012年10月21日 - 2013年3月3日）[96]
- 世界まるごとHOWマッチ（1983年4月 - 1990年4月、毎日放送制作）- 解答者
  - 世界まるごと2001年（1990年4月 - 1991年3月、毎日放送制作）- 解答者
- たけし・所のドラキュラが狙ってる（1992年4月 - 1995年3月、毎日放送制作）
- 春秋のスペシャル決定版・テレビまるごと大集合（1986年9月30日）
- クイズまるごと大集合
- 関口宏のサンデーモーニング（1987年12月27日）
- ギミア・ぶれいく
- たけしのお年玉だよ!!初笑い海外演芸慰問団（1992年1月2日）
- 北野たけし緊急指令 世界中の超人気番組に無理やり出まショー!（1993年4月）
- 北野たけし緊急指令 世界中の超人気番組に無理やり出るゾ（1993年9月）
- 愛・地球博 特別企画 たけしの地球極限スペシャル 人類20万年!奇跡の旅  （2005年3月9日、中部日本放送制作）
- 乱!衆議院・参院選（衆議院選挙もしくは参議院選挙実施時にスペシャルコメンテーターとして出演）
- たけし・所の二人テレビ（テレビ朝日、日本テレビ、TBS系列 / 年2回春・秋位放送）
- ビートたけし緊急SP やってはいけない（スーパーフライデー内で不定期に数回放送）
- たけしの人体科学SP 人はなぜ老いるのか（2012年1月5日）
- ビートたけしの絶対見ちゃいけないTV（年2回位放送）
- たけしが鶴瓶に今年中に話しておきたい5〜6個のこと（不定期特番）
- ビートたけしの勝手にスポーツ国民栄誉SHOW 豪華アスリート総登場 5時間半生放送SP（大晦日特番）
- ビートたけしのガチバトル（毎日放送制作 / 年末年始特番）
- 北野演芸館〜たけしが本気で選んだ芸人大集結SP〜（毎日放送制作 / 不定期特番、2011年9月28日・2012年2月8日「水曜エンタ!」枠）
- TBSテレビ60周年特別企画「ものづくり日本の奇跡」（2015年3月23日 - 3月26日、3月28日）- ご意見番
- ものづくり日本の奇跡 日の丸テクノロジーがオリンピックを変えた元気が出る60年物語（2016年9月3日）- ご意見番[97]

### テレビ東京系列
特記のないものはテレビ東京制作
- 世界おもしろネットワーク（1981年10月 - 1982年2月）- 解説役
- 気分はパラダイス（1982年4月 - 1985年9月）
- たけしの誰でもピカソ（1997年4月18日 - 2009年3月20日）
- たけしのニッポンのミカタ!（2009年4月10日 - 2021年3月26日）
- 23時の密着テレビ「レベチな人、見つけた」（2021年3月30日 - 2022年3月29日）[98]
- 古代文明ミステリー たけしの新・世界七不思議/たけしの新・世界七不思議大百科（2007年 - 、年末年始特番）
- たけしのよくできてるTV（2017年10月1日）[99]
- おはよう、たけしですみません。（2017年10月2日 – 6日）[99]
- いきなり、たけしです。(2018年11月12日 - 18日)
- たけしが行く!わがままオヤジ旅with洋七 東海道爆笑珍道中（2017年4月9日）
- 土曜スペシャル たけしが行く!わがままオヤジ旅2（2017年11月4日）
- 土曜スペシャル たけしが行く!わがままオヤジ旅3（2018年4月14日）

### フジテレビ系列
特記のないものはフジテレビ制作
- オレたちひょうきん族（1981年10月 - 1989年10月）
  - 決定!土曜特集 オレたちひょうきん族（特番枠、1981年5月16日 / 1981年5月30日 / 1981年6月6日 / 1981年6月13日 / 1981年6月27日 / 1981年7月11日 / 1981年7月18日 / 1981年8月29日）
- たけし・逸見の平成教育委員会 → 平成教育委員会（1991年10月19日 - 1997年9月27日）
  - 平成教育委員会スペシャル（2000年1月3日以降は毎年1月・5月・8月・11月に放送）[95]
  - 熱血!平成教育学院（2006年10月15日 - 2011年3月20日）- 特別講師"マス北野"としてVTR出演
- ビートたけしPresents 奇跡体験!アンビリバボー（1997年10月25日 - 2024年3月6日）- ストーリーテラー
- ビートたけしのつくり方（1993年10月 - 1994年3月）
- 北野ファンクラブ（1991年2月14日 - 1996年3月23日）
- 北野富士（1996年4月4日 - 1997年9月25日）
- 足立区のたけし、世界の北野（1997年10月16日 - 2002年9月19日）
- たけしの斎藤寝具店（2002年10月10日 - 2004年3月18日）
- 北野タレント名鑑（2004年4月15日 - 2006年3月23日）
- たけしのコマ大数学科（2006年4月13日 - 2013年9月23日）
- オモクリ監督 〜O-Creator's TV show〜（2014年10月26日 - 2015年9月13日） - 審査委員長
- たけしのここだけの話（1988年10月 - 1990年9月、関西テレビ制作）
- FNSの日（FNSスーパースペシャルテレビ夢列島→平成教育テレビ→FNS27時間テレビ）
  - FNSの日 1億2,000万人の平成教育テレビ（1992年） ‐ 総合司会
  - FNS大サービスバラエティー 1億2,450万人の平成教育テレビ（1993年） ‐ 総合司会
  - FNS総力スペシャル 1億2500万人の平成夏休みバラエティー（1994年） ‐ 総合司会
  - FNSの日1億2500万人の超夢列島 そのうちなんとか23時間（1995年） ‐ メイン司会
  - FNSの日十周年記念1億2500万人の超夢リンピック（1996年） ‐ 大会委員長
  - FNS27時間テレビ にほんのれきし（2017年） ‐ 総合司会
  - FNS27時間テレビ にほん人は何を食べてきたのか?（2018年） ‐ 総合司会
  - FNS27時間テレビ にほんのスポーツは強いっ!（2019年） - 総合司会
  - FNS27時間テレビ!! みんな笑顔のひょうきん夢列島!!（「日本全国名人大発見」の中継担当）
  -  さんま・中居の今夜も眠れない→明石家さんまのラブメイト10（2008年 - 2009年、2011年 - 2012年、2023年度の中継特別ゲスト）
- スター千一夜
- タケちゃんの思わず笑ってしまいました（1983年 - 1987年）
- タモリ・たけし・さんまBIG3 世紀のゴルフマッチ
- タケちゃんの笑って逃げきる大晦日（1989年12月31日）
- ビートたけしの日本BAKA党宣言（1990年1月14日、関西テレビ制作）
- FNS超テレビの祭典（1996年3月29日 / 1996年10月3日）
- 北野・明石家の俺たちのワイドショー（1996年12月31日）
- 超特大バラエティー!!タケちゃんのFNS'97 こんな事で日本は熱く!ワクワク!燃えちゃったスペシャル!!（1997年12月31日）
- たけし親方の全国ニッカポッカ選手権（1998年1月8日）
- 加ト・けん・たけしの世紀末スペシャル!!（1998年12月19日）
- たけし・さんまの有名人の集まる店
- たけしの日本教育白書
- たけしのニッポン人白書（2012年2月25日）
- THE MANZAI→THE MANZAI マスターズ（年1回放送、大会最高顧問）
- 地球45億年の奇跡（2004年3月1日 - 4日[100][101] / 2005年2月21日 - 24日[102]）
- 北野フォーク人生王（2005年12月29日）
- キタノ工務店（2014年10月12日）
- たけしのダンカン馬鹿野郎!!（2014年10月17日）
- ビートたけしのオワラボ（2016年 - 2019年）
- ボクらの時代（2017年9月3日）
- チャンネル北野（2000年4月8日 - 2005年3月27日、フジテレビ721）
  - チャンネル北野eX（2005年4月16日 - 2009年3月、フジテレビ721）
  - チャンネル北野NEO（2009年4月23日 - 2010年1月、フジテレビ721、毎月1回 / 全6回放送[103]）
- ビートたけしの21世紀毒談（2009年4月9日 - 2010年3月、フジテレビONE / フジテレビTWO[104]）
- たけしの等々力ベース（2011年1月13日 - 2015年9月24日、BSフジ）
- 所さんの世田谷ベース（BSフジ） - 不定期出演ゲスト

### ラジオ
- 国際紳士交遊録（文化放送） - 山口敏夫と共にレギュラー出演
- ビートたけしのオールナイトニッポン（ニッポン放送）[2]
- ビートたけしの文学夜話 (NRN)
- ビートたけしのラジオ黄金時代 街でいちばんの男〜ビートニクラジオ（TOKYO FM）

### その他
- 北野チャンネル（1998年8月1日 - 2000年3月31日、スカイパーフェクTV!・Ch.727[105]）
- たけしの北野レガシー（2017年7月15日、BS11）
- はじめてのたけし（2017年8月29日[106] / 2017年12月19日[107] / 2018年1月16日[108] / 2018年2月15日[109] / 2018年3月15日[110] / 2018年4月19日[111] / 2018年5月17日[112] / 2018年6月21日[113] / 2018年7月26日[114] / 2018年8月23日[115] / 2018年9月27日[116][117] / 2018年10月25日[118] / 2018年11月29日[119] / 2018年12月27日[120] / 2019年1月24日[121][122] / 2019年2月28日[123][124] / 2019年3月28日[125][126] / 2019年4月25日[127][128]、BSスカパー!） ‐ 原則毎月1回放送

#### NHK紅白歌合戦
| 年度   | 放送回 | 回 | 曲目       | 出演順   | 対戦相手 | 備考                           |
| ------ | ------ | -- | ---------- | -------- | -------- | ------------------------------ |
| 2019年 | 第70回 | 初 | 浅草キッド | 特別出演 | なし     | 「夢を歌おう」特別企画で初出場 |

### 広告
大橋巨泉と共演の広告「アサヒ生ビール」は撮影終了後、フライデー襲撃事件の影響で放映されなかった（なお、広告のスナップショットは巨泉の自伝『ゲバゲバ70年！』の中で見る事が可能）。1984年、「スーしませう」のキャッチコピーで発売された「白仁丹」や、ペプシの比較広告をパロディ化した『デミュートサンスター』では企画・演出に関わった。
2007年からロシアCIS地域でPanasonicブランドの薄型テレビの広告に出演。同広告担当者によると、「日本の有名人が単独で海外の国々で広告モデルになるのは初めてではないか」との事。
- アサヒビール「アサヒ・Z」（1991年 - 1992年）[129]
- エースコック「焼豚ラーメン」（1992年）[130]
- 大塚製薬「ポカリスエット」
- ECC
- ACジャパン（2009年・2025年、公共広告機構時代は実兄の北野大が出演していた）
- トヨタ自動車（2011年、豊臣秀吉役。以前はビスタ（初代後期・昭和59年）カローラセダン（9代目）の広告にも出演していた。2012年より同役で新型クラウンの広告に出演し、ジャン・レノや松嶋菜々子と共演。）
- DMM.com
- アサヒ飲料「WONDA」（2016年3月 - ）
- 善都（2016年）[131]
- 日清食品カップヌードル（2016年）
- アンファー
- 大阪ガス
- SCOグループ[注 22]

他多数

## フィルモグラフィ

### 監督として

#### 映画
- その男、凶暴につき（1989年） - 主演・我妻諒介 役
- 3-4X10月（さんたいよんえっくすじゅうがつ）（1990年） - 上原 役 ※兼脚本
- あの夏、いちばん静かな海。（1991年） ※兼企画、脚本、編集
- ソナチネ（1993年） - 主演・村川 役 ※兼脚本、編集
- みんな〜やってるか!（1995年） - 透明人間推進協会博士 役 ※兼脚本、編集
- キッズ・リターン（1996年） ※兼脚本、編集
- HANA-BI（1998年） - 主演・西佳敬 役 ※兼脚本、編集、挿入画
- 菊次郎の夏（1999年） - 主演・菊次郎 役 ※兼脚本、編集
- BROTHER（2001年） - 主演・山本 役 ※兼脚本、編集
- Dolls（2002年） ※兼脚本、編集
- 座頭市（2003年） - 主演・座頭市 役 ※兼脚本、編集
- TAKESHIS'（2005年） - 主演・ビートたけし/北野武 役 ※兼脚本、編集
- 監督・ばんざい!（2007年） - 主演・キタノ・タケシ監督 役 ※兼脚本、編集
- アキレスと亀（2008年） - 主演・倉持真知寿 役 ※兼脚本、編集、挿入画
- アウトレイジ（2010年） - 主演・大友 役 ※兼脚本、編集
  - アウトレイジ ビヨンド（2012年） - 主演・大友 役 ※兼脚本、編集
  - アウトレイジ 最終章（2017年） - 主演・大友 役[132] ※兼脚本、編集
- 龍三と七人の子分たち（2015年） - 村上 役[133] ※兼脚本、編集
- 首（2023年） - 主演・羽柴秀吉 役 ※兼脚本、編集
- Broken Rage（2025年） - 主演・ねずみ 役[134]※兼脚本[135]、編集

#### ショートムービー
- それぞれのシネマより「素晴らしき休日」（2007年）

#### ミュージック・ビデオ
- Begin（北野井子、1998年）

#### CM
- EDWIN「ボート編」「ドラム缶編」（宮沢りえ出演、1992年）

### 俳優として

#### テレビドラマ
- 草野球・草家族（1980年、テレビ朝日）
- 青春諸君!夏（1980年、TBS） - 測量士 役
- 二百三高地（1981年、TBS） - 第七連隊の補充兵 役
- 意地悪ばあさん（1981年、フジテレビ）
- われら動物家族（1981年 - 1982年、TBS）
- 刑事ヨロシク（1982年、TBS） - 主演・原平太 役
- 幕末青春グラフィティ 坂本竜馬（1982年、日本テレビ） - 山内容堂 役
- ちょっと噂の女たち・黒田軟骨の女難（1982年 - 1983年、MBS） ※特別出演
- AカップCカップ「天才たけちゃんのカルチャーショック」（1983年、テレビ東京）
- みだらな女神たち（1983年、TBS） - 主演・花森武市 役
- 昭和四十六年 大久保清の犯罪（1983年、TBS） - 主演・大久保清 役
- 学問ノススメ（1984年、TBS） - 主演・夏目宝石 役
- 月曜ドラマランド（フジテレビ）
  - ビートたけしのこにくらじいさん（1984年） - 主演・こにくらじいさん 役
    - ビートたけしのこにくらじいさん2（1984年） - 主演・こにくらじいさん 役
- イエスの方舟（1985年、TBS） - 主演・京極武吉 役
- 青春夫婦物語 恋子の毎日（1986年、TBS） - 星永小百合 役
  - 青春夫婦物語 恋子の毎日II（1988年、TBS）
- 雨の降る駅（1986年、TBS）
- 立体ドラマ5時間 1987年の大晦日「昭和大つごもり」（1987年、フジテレビ）
- 向田邦子ふたたび（1988年、日本テレビ）
- ビートたけしの浅草キッド・青春奮闘編（1988年、テレビ朝日） - 目立つ客 役
- 男たちの激突! 前編・後編（1988年、フジテレビ） - 時造 役
- 時間ですよ 新春スペシャル（1989年、TBS）
- 御存知!鞍馬天狗（1989年、フジテレビ） - 近藤勇 役 ※特別出演
- ビートたけし殺人事件（1989年、TBS） - ビートたけし 役
  - ビートたけし殺人事件〜失われた魔人の伝説（1989年、TBS） - ビートたけし 役
- 美空ひばり物語（1989年、TBS） - 田岡一雄 役
- なめくじ長屋捕物さわぎ（1990年、TBS） - 主演・大道の砂絵師 役
- 柳生武芸帳（1990年、日本テレビ） - 万里小路充房 役
- 高円寺純情商店街（1990年、テレビ朝日）
- 浮浪雲（1990年、TBS） - 主演・雲 役
- 忠臣蔵（1990年、TBS） - 主演・大石内蔵助 役
- 実録犯罪史シリーズ 金（キム）の戦争 ライフル魔殺人事件（1991年、フジテレビ） - 主演・金嬉老 役
- 説得 エホバの証人と輸血拒否事件（1993年、TBS） - 主演
- ゴールデンボーイズ 1960笑売人ブルース（1993年、日本テレビ）
- 兄弟 〜兄さん、お願いだから死んでくれ〜（1999年、テレビ朝日） - 主演・中西正一
- 百年の物語 第2夜「戦後編・愛は哀しみをこえて」（2000年、TBS） - 戸倉耕作 役
- 三億円事件〜20世紀最後の謎〜（2000年、フジテレビ） - 主演・松田誠一郎 役
- 明智小五郎対怪人二十面相（2002年、TBS） - 怪人二十面相/龍鳳斉天空 役
- 火曜サスペンス劇場・松本清張スペシャル 鬼畜（2002年、日本テレビ） - 主演・竹中保夫 役
- 松本清張没後10年記念 張込み（2002年、テレビ朝日） - 主演・柚木 役
- 大河ドラマ（NHK）
  - 武蔵 MUSASHI（2003年） - 新免無二斎 役
  - いだてん〜東京オリムピック噺〜（2019年） - 古今亭志ん生 役[136]
- 愚痴 第三話「出てった女」（2003年、フジテレビ）
- 和田アキ子殺人事件（2007年、TBS）
- 松本清張 点と線（2007年、テレビ朝日） - 主演・鳥飼重太郎 役
- あの戦争は何だったのか 日米開戦と東條英機 第2部ドラマ（2008年、TBS） - 主演・東條英機 役
- こちら葛飾区亀有公園前派出所（2009年、TBS） - キタノ 役
- 歸國（2010年、TBS） - 主演・大宮上等兵 役
- 検事・鬼島平八郎（2010年、朝日放送・テレビ朝日） - 安東正親 役 ※特別出演
- 松本清張 黒い福音〜国際線スチュワーデス殺人事件〜（2014年、テレビ朝日） - 主演・藤沢六郎 役
- 赤めだか（2015年、TBS） - 立川談志 役
- ドクターX〜外科医・大門未知子〜スペシャル（2016年、テレビ朝日） - 黒須貫太郎 役
- 破獄（2017年、テレビ東京） - 主演・浦田進 役
- 二つの祖国（2019年3月24日、テレビ東京） - 東條英機 役 ※特別出演

#### 映画
- ニッポン69、セックス猟奇地帯（1969年） - インタビューで行き着けのジャズ喫茶について語る若者
- ゆけゆけ二度目の処女（1969年） エキストラ出演
- 新宿マッド（1970年） - フーテン 役
- ダンプ渡り鳥（1981年、関本郁夫監督） - 警官 役
- マノン（1981年、東陽一監督） - しのぶ 役
- すっかり…その気で!（1981年、小谷承靖監督） - 伊東たかし 役 ※初主演作品
- 夏の秘密（1982年、川上裕通監督） - ラーメン屋の主 役
- 戦場のメリークリスマス（1983年、大島渚監督） - ハラ 役
- 十階のモスキート（1983年、崔洋一監督） - 競艇場の予想屋 役
- 哀しい気分でジョーク（1985年、瀬川昌治監督） - 五十嵐洋 役
- 夜叉（1985年、降旗康男監督、高倉健主演） - 矢島 役
- コミック雑誌なんかいらない!（1986年、滝田洋二郎監督、内田裕也主演） - 殺人犯 役
- 姐御 ANEGO（1988年、鷹森立一監督） - 杉本昇治 役 ※特別出演
- ほしをつぐもの（1990年、小水一男監督） - 山のおじちゃん 役
- 斬殺せよ 切なきもの、それは愛（1990年、須藤久監督） - 定吉 役
- 修羅の伝説（1992年、和泉聖治監督） - 矢代喜一郎 役
- 魚からダイオキシン!!（1992年、宇崎竜童監督） - AZUMA 役
- エロティックな関係（1992年、若松孝二監督） - 奥山 役
- 銀玉マサやん（1992年、村石宏實監督） - ※特別出演
- 教祖誕生（1993年、天間敏広監督、たけし原作） - 司馬大介 役
- JM（1995年、ロバート・ロンゴ監督） - タカハシ 役
- GONIN（1995年、石井隆監督） - 京谷一郎 役
- Tokyo Eyes（1998年、ジャン＝ピエール・リモザン監督）
- 残侠 ZANKYO（1999年、関本郁夫監督） - 梅川弦次 役
- 御法度（1999年、大島渚監督） - 土方歳三 役
- バトル・ロワイアル（2000年、深作欣二監督） - キタノ 役
  - バトル・ロワイアル 【特別篇】（2001年、深作欣二監督） - キタノ 役
  - バトル・ロワイアルII 【鎮魂歌】（2003年、深作欣二・深作健太監督） - キタノ 役
- IZO（2004年、三池崇史監督） - 宰相 役
- 血と骨（2004年、崔洋一監督） - 金俊平 役
- ザ・ゴールデン・カップス ワンモアタイム（2004年、サン・マー・メン監督）
- アラキメンタリ（2005年、トラヴィス・クローゼ監督） - 本人 役
- ギララの逆襲/洞爺湖サミット危機一発（2008年、河崎実監督） - タケ魔人 役
- あなたへ（2012年8月25日、降旗康男監督） - 杉野輝夫 役
- 劇場版 MOZU（2015年11月7日、羽住英一郎監督） - 吉田駒夫（ダルマ） 役
- 人生の約束（2016年1月9日、石橋冠監督） - 岩瀬厚一郎 役[137]
- 女が眠る時（2016年2月27日、ウェイン・ワン監督） - 佐原 役
- ゴースト・イン・ザ・シェル（2017年3月31日（全米）、ルパート・サンダース監督） - 荒巻大輔 役[138]

#### 舞台
- 海に響く軍靴〜FOOTSTEPS IN THE PACIFIC〜（2015年、博品館劇場） - 原案

#### テレビアニメ
- グラゼニ（2018年） - 本人 役

#### 劇場アニメ
- まことちゃん（1980年） - 本人 役

#### ゲーム
- 龍が如く6 命の詩。（2016年） - 広瀬徹 役

## 著作・出版
連載コラムや著書の文章のほとんどは、本人が多忙であるため、北野武が口述し、それをライターに文章として起こしてもらっている（『コマネチ！2』にて、本人のコメントによる）。

### 著書

#### 北野武名義
- 『午前3時25分』（1983年、太田出版）増補改訂版（1986年）
- 『毒針巷談』（1984年、太田出版）
- 『たけしくん、ハイ！』（1984年、太田出版）のち新潮文庫
- 『続毒針巷談』（1985年、太田出版）
- 『余生』（2001年、ロッキング・オン）のちソフトバンク文庫
- 『孤独』（2002年、ロッキング・オン）のちソフトバンク文庫
- 『時効』（2003年、ロッキング・オン）のちソフトバンク文庫
- 『武がたけしを殺す理由 全映画インタヴュー集』（2003年、ロッキング・オン）
- 『イチロー北野武キャッチボール』（2003年、ぴあ）
- 『異形』（2004年、ロッキング・オン）
- 『光』（2005年、ロッキング・オン）
- 『生きる』（2007年、ロッキング・オン）
- 『全思考』（2007年、幻冬舎）のち文庫
- 『女たち』（2008年、ロッキング・オン）
- 『北野武今、63歳』（2010年、ロッキング・オン）
- 『KITANO par KITANO 北野武による「たけし」』ミシェル・テマン共著 松本百合子訳 （2010年、早川書房） のち文庫
- 『超思考』（2011年、幻冬舎）のち文庫
- 『物語』（2012年、ロッキング・オン）
- 『ほしのはなし』作・絵 （2012年、ポプラ社）
- 『やり残したこと』（2015年、ロッキング・オン）
- 『新しい道徳』（2015年、幻冬舎）
- 『ラストシーン』（2017年、ロッキング・オン）
- 『首』（2019年、 KADOKAWA ）- 小説作品　のち角川文庫
- 『北野武第一短篇集 純、文学』（2019年、河出書房新社）- 小説作品
- 『不良』（2020年、集英社） - 小説作品
- 『大親分! アウトレイジな懲りない面々』（2020年、河出書房新社）

#### ビートたけし名義
- 『たけし！ オレの毒ガス半生記』（1981年、講談社）『真説「たけし!」 オレの毒ガス半生記』講談社+α文庫、1999
- 『ビートたけしの変態志願』（1982年、KKベストセラーズ）
- 『恐怖びっくり毒本』（1983年、KKベストセラーズ）
- 『ビートたけしの幸せ独り占め ハクション・カメラ術』（1981年、オールナイト・ニッポン サンケイ出版）のち扶桑社文庫（高田文夫共著）
- 『ビートたけしのゴックン日本史 幕末・明治の巻』リヨン社 1982（ゴーストライター作と言われている[139]）
- 『ビートたけしの変・態・志・願 俺もお前も同期の桜』ベストセラーズ ワニの本 1982
- 『ビートたけしの幸せになってしまいました』（1982年、オールナイト・ニッポン サンケイ出版）のち扶桑社文庫「思わず幸せになってしまいました」
- 『ビートたけしの三国一の幸せ者』（1982年、オールナイト・ニッポン サンケイ出版）のち扶桑社文庫（高田文夫共著）
- 『ビートたけしの無条件幸福』（1983年、オールナイト・ニッポン リビングマガジン）のち扶桑社文庫
- 『恐怖びっくり毒本 眠れぬ夜のあなたに いたずらテキスト版』編著 ベストセラーシリーズ ワニの本 1983
- 『ビートたけし&高田ギョロ目文夫のしまいにゃ笑うぞ!』高田文夫共著 スコラbooks 1983
- 『ビートたけしのウソップ物語』話の特集 1983
- 『ビートたけしのみんなゴミだった』（1983年、飛鳥新社）
- 『ビートたけしのニッチもさっちも』（1984年、オールナイト・ニッポン&高田文夫編 扶桑社）のち文庫
- 『ギャグ狂殺人事件』（1984年、作品社）（ゴーストライター作と言われている[139]）高田文夫との共著
  - 『ギャグ狂殺人事件 : 本格長篇推理<私>小説 改訂版』作品社、1987年1月31日。
- 『たけし吼える！』（1984年、飛鳥新社）
- 『あのひと』（1985年、飛鳥新社）のち新潮文庫
- 『ビートたけしの幸か不幸か』（1985年、オールナイト・ニッポン&高田文夫編 扶桑社）のち文庫
- 『たけしの新・坊ちゃん』（1986年、太田出版）のち文庫
- 『KID RETURN』（1986年、太田出版）
- 『続々毒針巷談』（1986年、太田出版）
- 『ビートたけしの不幸中の幸い』（1986年、オールナイト・ニッポン&高田文夫編 扶桑社）のち文庫
- 『少年』（1987年、太田出版）のち新潮文庫
- 『たけしの挑戦状 たけし直伝 虎の巻』全2巻 太田出版 1987
- 『浅草キッド』（1988年、太田出版）のち新潮文庫
- 『ビートたけしの全面幸福』（1988年、オールナイト・ニッポン&高田文夫編 扶桑社）のち文庫
- 『たけしの戦国風雲児 ファミコンゲーム必敗本』太田出版 1988
- 『新毒針巷談』（1988年、太田出版）
- 『教祖誕生 第一部』（1990年、太田出版）のち新潮文庫
- 『ビートたけしのその男幸せにつき』（1990年、オールナイト・ニッポン&高田文夫編 扶桑社）のち文庫
- 『ビートたけしの幸せ丸十年』（1990年、オールナイト・ニッポン&高田文夫編 扶桑社）
- 『仁義なき映画論』（1991年、太田出版）のち文春文庫
- * 『だから私は嫌われる』（1991年、新潮社）のち文庫
- 『やっぱり私は嫌われる』（1991年、新潮社）のち文庫
- 『ビートたけしの世紀末毒談』（1991年、小学館）
- 『場外乱闘』（1992年 太田出版）
- 『ビートたけしの世紀末毒談 目には目を毒には毒を』（1992年、小学館）
- 『こんな時代に誰がした！ 場外乱闘2』（1993年、太田出版）
- 『みんな自分がわからない』（1993年、新潮社）のち文庫
- 『漫才病棟』（1993年、文藝春秋）のち文庫
- 『女につける薬 偏見だらけの大和撫子育成講座』（1993年、祥伝社）
- 『落選確実選挙演説』（1994年、新潮社）のち文庫
- 『はっきり言って暴言です 恋愛・結婚・sex ビートたけしのTVタックル』テレビ朝日、1994 「嫉妬の法則 はっきり言って暴言です」角川文庫 『嫉妬の法則 恋愛・結婚・SEX』角川oneテーマ21 2013
- 『顔面麻痺』（1994年、太田出版）のち幻冬舎文庫
- 『女は死ななきゃ治らない あえて大和撫子改造講座』（1994年、祥伝社）
- 『それでも女が好き めげずに大和撫子啓蒙講座』（1995年、祥伝社）
- 『佐竹君からの手紙』太田出版 1995
- 『あなたと俺と日本人 ビートたけし暴言集2 ビートたけしのTVタックル』モジカンパニー編 テレビ朝日事業局出版部 1995「日本人改造論 あなたと俺と日本人」角川文庫
- 『たけしの死ぬための生き方』（1995年、新潮社）のち文庫
- 『みんな〜やってるか！』（1995年、扶桑社）
- 『たけしの20世紀日本史』（1996年、新潮社）のち文庫
- 『草野球の神様』（1996年、新潮社）のち文庫
- 『佐竹君からの手紙 サハリン篇』太田出版 1996
- 『ザ・知的漫才 ビートたけしの結局わかりませんでした』（1996年、集英社）のち文庫
- 『ビートたけしの世紀末毒談3』（1996年、小学館）「世紀末毒談」文庫
- 『私は世界で嫌われる』（1998年、新潮社）のち文庫
- 『たけしの「号外」!!東スポ客員編集長北野武・問題発言集'91-'98』（1998年、洋泉社）「たけしの「オイラが東スポ編集長!」」宝島sugoi文庫
- 『愛でもくらえ』（1999年、祥伝社）のち黄金文庫
- 『コマネチ！ビートたけし全記録』（1999年、新潮文庫）
- 『菊次郎とさき』（1999年、新潮社）のち文庫
- 『偽善の爆発 初級人間学講座 時事問題講義 1』（2000年、新潮社）「私ばかりがなぜもてる たけしの初級賢者学講座」文庫
- 『ニッポン文化大革命 初級人間学講座 基礎常識講義 2』新潮社、2000 「そのバカがとまらない たけしの中級賢者学講座」文庫
- 『頂上対談』（2001年、新潮社）のち文庫
- 『おまえの不幸には、訳がある!』新潮社・ラッコブックス、2001 のち文庫:副題：たけしの上級賢者学講座
- 『コマネチ！2 −BROTHER大特集』（2001年、新潮社）
- 『ビートたけしの黙示録』（2001年、徳間書店）のち文庫
- 『路に落ちてた月 ビートたけし童話集』祥伝社 2001 のち黄金文庫
- 『たけしの大英博物館見聞録』新潮社 とんぼの本 2002
- 『巨頭会談』新潮社 2003 のち文庫
- 『たけしの発明王』新潮社 2003
- 『裸の王様』新潮新書 2003
- 『悪口の技術』新潮社 2003 のち文庫
- 『たけしの落書き入門』新潮社 とんぼの本 2004
- 『達人に訊け!』奥本大三郎,毛利衛,桜井章一,戸田奈津子,藤原正彦,北原保雄,藤田紘一郎,中村祥二,岡部幸雄,岡野雅行共著 新潮社 2006 のち文庫
- 『恐竜は虹色だったか? たけしの「最新科学教室」』橋本周司,田中修,上田恵介,村松照男,海部宣男,中込弥男,船山信次,冨田幸光,吉村仁,有田正光共著 新潮社 2008 「たけしの最新科学教室」文庫
- 『貧格ニッポン新記録』小学館101新書 2008
- 『「カミさんポックリ教」宣言』小学館101新書 2009
- 『下世話の作法』祥伝社 2009 のち黄金文庫
- 『漫才』新潮社 2009 のち文庫
- 『1084(to-san ya-yo) MANZAI2 1月-3月』two beat [述] ネコ・パブリッシング 2010
- 『ラジオ北野』新潮社 2010 のち文庫
- 『間抜けの構造』新潮新書 2012
- 『ヒンシュクの達人』小学館新書 2013
- 『ビートたけしの幸せ三面記事新聞 TBS情報7daysニュースキャスター』ロッキング・オン 2013
- 『たけしのグレートジャーニー』 関野吉晴, 西江雅之, 荻巣樹徳, 山極寿一, 松浦健二, 塚本勝巳, 長沼毅, 佐藤克文, 窪寺恒己, 鎌田浩毅,村山斉共著 新潮社 2014
- 『日本人改造論 父親は自分のために生きろ』角川oneテーマ21 2014
- 『アナログ』新潮社 2017 のち集英社文庫
- 『バカ論』新潮新書 2017
- 『テレビじゃ言えない』小学館新書 2017
- 『ビートたけしのオンナ論』サイゾー 2018
- 『「さみしさ」の研究』 小学館新書 2018
- 『芸人と影』小学館新書 2019
- 『たけしの人生相談 悩むの勝手 〜伊集院さんに聞けなかった話』徳間書店 2019
- 『キャバレー』文藝春秋 2019 - 小説作品
- 『コロナとバカ』小学館新書 2021

### 共著
- 『日本の差法 無差別級トークバトル』ホーキング青山との対談（2002年、新風舎）のち文庫
- 『ツーアート』村上隆共著 ぴあ 2003 のち光文社知恵の森文庫
- 『野球小僧 少年たけしと少年マツイ』松井秀喜共著 ぴあ 2004
- 『コマ大数学科特別集中講座』竹内薫共著（2006年、扶桑社）のち新書
- 『もったいないねこのバチ当たりめ!北野大VSビートたけしの新環境文化論』あ・うん 2010
- 『THE PARADOX コマ大数学科公認副読本』竹内薫,中村亨共監修 扶桑社 2011
- 『最後の大独演会』立川談志,太田光共著 新潮社 2012

### 絵本
- ほしのはなし（2012年12月14日、ポプラ社）

### 詩集
- 『キッド リターン』太田出版、1986年
- 『僕は馬鹿になった。ビートたけし詩集』祥伝社、2000 のち文庫

### 写真集
- 武風 たとえば風のように（1986年頃、O.P.F.C）
- たけし軍団（1987年11月18日、太田出版）

### 写真作品
- 「無題」（1994年、竹書房発行、月刊ザ・テンメイ1994年秋臨時増刊号「Super Tenmei」掲載）加納典明にオファーされてバイク事故直前に撮ったヌードグラビア（雑誌は事故後発売）。写真家としての処女作品。
- 「ORA-ATAI」（1998年、新潮社発行、新潮45別冊2月号「北野武責任編集『コマネチ！』ビートたけし全記録」掲載）学ラン姿のガダルカナル・タカとセーラー服姿の井手らっきょ（スキンヘッドそのまま）がカップルに扮し東京見物するコンセプト。
- 「海から来た、おんな」（2002年、小学館発行、2002年2月1日号「週刊ポスト」掲載）北野武作品の常連女優であった大家由布子を被写体モデルに起用した、ストーリー仕立てのヌードグラビア。

## 連載
現在
- ビートたけし「21世紀毒談」（週刊ポスト）

終了
- 「達人対談」（新潮45）
- 「世相斬り」（東京スポーツ）
- （SIGHT）
- （週刊実話）

## ネットマガジン
終了
- ビートたけし責任編集ネットマガジン『お笑いKGB』

## 音楽・ゲーム

### ディスコグラフィ
ツービート、ぢ・大黒堂名義で発表された作品についてはそれぞれの項目を参照。

#### ソロシングル
| #                          | 発売日           | タイトル                     | B面                       | 規格             | 規格品番         |
| ビクター音楽産業           | ビクター音楽産業 | ビクター音楽産業             | ビクター音楽産業          | ビクター音楽産業 | ビクター音楽産業 |
| -------------------------- | ---------------- | ---------------------------- | ------------------------- | ---------------- | ---------------- |
| -                          | 1981年2月21日    | 俺は絶対テクニシャン         | 茅場町の女 (ビートきよし) | EP               | KV-3005          |
| 1st                        | 1981年6月5日     | いたいけな夏                 | And I Love Her            | EP               | KV-3010          |
| 2nd                        | 1982年9月5日     | OK!マリアンヌ                | City Bird                 | EP               | SV-7246          |
| 3rd                        | 1983年5月21日    | TAKESHIの、たかを くくろうか | 男というもの              | EP               | SV-7305          |
| 4th                        | 1986年2月5日     | ポツンと一人きり             | 見る前に躍べ              | EP               | SV-9102          |
| ビクターエンタテインメント |                  |                              |                           |                  |                  |
| 5th                        | 1993年6月23日    | 嘲笑                         | 風の街のジュウちゃん      | 8cmCD            | VIDL-10313       |

#### コラボレーションシングル
| 発売日                                   | タイトル                       | B面                                                         | 規格                   | 規格品番               | 発売元                     |
| 畑中葉子・ビートたけし                   | 畑中葉子・ビートたけし         | 畑中葉子・ビートたけし                                      | 畑中葉子・ビートたけし | 畑中葉子・ビートたけし | 畑中葉子・ビートたけし     |
| ---------------------------------------- | ------------------------------ | ----------------------------------------------------------- | ---------------------- | ---------------------- | -------------------------- |
| 1982年4月5日                             | 丸の内ストーリー               | 左手で愛して (畑中葉子)                                     | EP                     | SV-7204                | ビクター音楽産業           |
| アミダばばあ & タケちゃんマン            |                                |                                                             |                        |                        |                            |
| 1983年10月21日                           | アミダばばあの唄               | アミアミダダバ アミダばば                                   | EP                     | 7A-0328                | キャニオン・レコード       |
| タケちゃんマン & ナンデスカマン          |                                |                                                             |                        |                        |                            |
| 1984年5月21日                            | びっくり箱のうた               | タケちゃんマンロボのテーマ (町田義人・ナレーション: 大平透) | EP                     | 7A-0369                | キャニオン・レコード       |
| ビートたけし & たけし軍団                |                                |                                                             |                        |                        |                            |
| 1984年8月21日                            | 抱いた腰がチャッチャッチャッ   | 私立ノストラダムス学院校歌 (ビートたけし)                   | EP                     | SV-7419                | ビクター音楽産業           |
| 1985年2月21日                            | 哀しい気分でジョーク           | 捨てきれなくて (ビートたけし)                               | EP                     | SV-7473                | ビクター音楽産業           |
| 1986年5月21日                            | I FEEL LUCKY                   | 宵闇スターダスト ON THE BEACH (ビートたけし)                | EP                     | SV-7473                | ビクター音楽産業           |
| 1986年8月15日                            | ロンリーボーイ・ロンリーガール | 四谷三丁目                                                  | EP                     | SV-9165                | ビクター音楽産業           |
| TAKESHI & HIROKI                         |                                |                                                             |                        |                        |                            |
| 1986年4月21日                            | I'll Be Back Again...いつかは  | 俺の妹になんてことを                                        | EP                     | SV-9087                | ビクター音楽産業           |
| ビートたけし with たけし軍団COUNT DOWN   |                                |                                                             |                        |                        |                            |
| 1988年7月16日                            | BOY〜If I'm 17                 | 東京子守唄 (ビートたけし)                                   | EP                     | SV-9363                | ビクター音楽産業           |
| 1988年7月16日                            | BOY〜If I'm 17                 | 東京子守唄 (ビートたけし)                                   | CT                     | VST-10411              | ビクター音楽産業           |
| 1988年7月16日                            | BOY〜If I'm 17                 | 東京子守唄 (ビートたけし)                                   | 8cmCD                  | VDRS-1072              | ビクター音楽産業           |
| T's                                      |                                |                                                             |                        |                        |                            |
| 1991年9月13日                            | 真っ暗な夜に                   | 今夜かぎりのララバイ (K's)                                  | 8cmCD                  | PIDL-1030              | パイオニアLDC              |
| ビートたけし & ザ・常夏's                |                                |                                                             |                        |                        |                            |
| 1994年3月12日                            | GOD BLESS YOU 〜神の御加護を〜 | 勇気を出して…                                               | 8cmCD                  | VIDL-10500             | ビクターエンタテインメント |
| トビ木村と足手まといア〜ンドビートたけし |                                |                                                             |                        |                        |                            |
| 1997年3月21日                            | 修善寺で別れた大宮の女         | 大宮で別れた修善寺の女                                      | 8cmCD                  | VIDL-10859             | ビクターエンタテインメント |

#### オリジナルアルバム
|                  | 発売日           | タイトル         | 規格             | 規格品番         |
| ビクター音楽産業 | ビクター音楽産業 | ビクター音楽産業 | ビクター音楽産業 | ビクター音楽産業 |
| ---------------- | ---------------- | ---------------- | ---------------- | ---------------- |
| 1st              | 1982年6月21日    | おれに歌わせろ   | LP               | SJX-30152        |
| 1st              | 1982年6月21日    | おれに歌わせろ   | CT               | VCH-10154        |
| 2nd              | 1983年1月21日    | これでもか!      | LP               | GX-5503          |
| 2nd              | 1983年1月21日    | これでもか!      | CT               | VCH-694          |
| 3rd              | 1984年10月21日   | A.M.3:25         | LP               | SJX-30246        |
| 3rd              | 1984年10月21日   | A.M.3:25         | CT               | VCH-10267        |
| 3rd              | 1984年10月21日   | A.M.3:25         | CD               | VDR-46           |
| 4th              | 1986年8月15日    | 浅草キッド       | LP               | SJX-30305        |
| 4th              | 1986年8月15日    | 浅草キッド       | CT               | VCH-10358        |
| 4th              | 1986年8月15日    | 浅草キッド       | CD               | VDR-1267         |
| 5th              | 1987年7月29日    | 卒業             | LP               | SJX-30340        |
| 5th              | 1987年7月29日    | 卒業             | CT               |                  |
| 5th              | 1987年7月29日    | 卒業             | CD               | VDR-1400         |
| 6th              | 1988年9月7日     | 豪華絢爛         | LP               | SJX-30363        |
| 6th              | 1988年9月7日     | 豪華絢爛         | CT               | VCH-10438        |
| 6th              | 1988年9月7日     | 豪華絢爛         | CD               | VDR-1536         |

#### ライブアルバム
|                                                 | 発売日                                          | タイトル                                        | 規格                                            | 規格品番                                        |
| ビクター音楽産業 ビートたけし & たけし軍団 名義 | ビクター音楽産業 ビートたけし & たけし軍団 名義 | ビクター音楽産業 ビートたけし & たけし軍団 名義 | ビクター音楽産業 ビートたけし & たけし軍団 名義 | ビクター音楽産業 ビートたけし & たけし軍団 名義 |
| ----------------------------------------------- | ----------------------------------------------- | ----------------------------------------------- | ----------------------------------------------- | ----------------------------------------------- |
| 1st                                             | 1985年7月5日                                    | 野戦病院〜ビートたけし&たけし軍団ライブ         | LP                                              | SJX-30272                                       |
| 1st                                             | 1985年7月5日                                    | 野戦病院〜ビートたけし&たけし軍団ライブ         | CT                                              | VCH-10302                                       |

#### ベストアルバム
|                                                 | 発売日           | タイトル                                                          | 規格             | 規格品番         |
| ビクター音楽産業                                | ビクター音楽産業 | ビクター音楽産業                                                  | ビクター音楽産業 | ビクター音楽産業 |
| ----------------------------------------------- | ---------------- | ----------------------------------------------------------------- | ---------------- | ---------------- |
| 1st                                             | 1986年11月21日   | SINGIN' LOUD                                                      | CD               | VDR-1311         |
| 1st                                             | 1986年11月21日   | SINGIN' LOUD                                                      | CT               | VCH-2836         |
| 2nd                                             | 1988年2月21日    | たけちゃん・ナイス!                                               | CD               | VDR-1487         |
| 2nd                                             | 1988年2月21日    | たけちゃん・ナイス!                                               | CT               | VCH-2859         |
| 3rd                                             | 1988年11月21日   | オーイ!た〜けちゃ〜ん                                             | CD               | VDR-5259         |
| 3rd                                             | 1988年11月21日   | オーイ!た〜けちゃ〜ん                                             | CT               | VCH-2873         |
| 4th                                             | 1989年3月21日    | CD FILE VOL.1                                                     | CD               | VDR-25030        |
| 5th                                             | 1989年3月21日    | CD FILE VOL.2                                                     | CD               | VDR-25031        |
| ビクター音楽産業 ビートたけし & たけし軍団 名義 |                  |                                                                   |                  |                  |
| -                                               | 1989年10月21日   | OH!傑作 ビートたけし&たけし軍団COUNT DOWN BEST SONGS              | CD               | VDRY-28002       |
| ビクターエンタテインメント                      |                  |                                                                   |                  |                  |
| 6th                                             | 1993年12月1日    | Singin' Loud II                                                   | CD               | VICL-8084        |
| 7th                                             | 1994年11月23日   | たけちゃん・ガンバレ!                                             | CD               | VICL-8112        |
| 8th                                             | 1995年10月27日   | ゴメ〜ンネ!たけちゃん                                             | CD               | VICL-5292        |
| 9th                                             | 2009年9月16日    | ゴールデン☆ベスト 〜ビクター・シングルス&アルバム・セレクション〜 | CD               | VICL-63423/4     |
| JVCケンウッド・ビクターエンタテインメント       |                  |                                                                   |                  |                  |
| 10th                                            | 2015年6月24日    | ゴールデン☆ベスト ビートたけし シングルA面コレクション            | SHM-CD           | VICL-70180       |

#### タイアップ曲
| 楽曲                           | タイアップ                                                         | 収録作品                                                   |
| ------------------------------ | ------------------------------------------------------------------ | ---------------------------------------------------------- |
| OK!マリアンヌ                  | コーセー化粧品 '82秋のイメージ・ソング                             | シングル「OK!マリアンヌ」                                  |
| アミダばばあの唄               | フジテレビ系『オレたちひょうきん族』より                           | コラボレーションシングル「アミダばばあの唄」               |
| アミアミダダバ アミダばば      | フジテレビ系『オレたちひょうきん族』より                           | コラボレーションシングル「アミダばばあの唄」               |
| びっくり箱のうた               | フジテレビ系『オレたちひょうきん族』より                           | コラボレーションシングル「びっくり箱のうた」               |
| 私立ノストラダムス学院校歌     | TBS系ドラマ『ビートたけしの学問ノススメ』主題歌                    | コラボレーションシングル「抱いた腰がチャッチャッチャッ」   |
| 哀しい気分でジョーク           | 松竹映画『哀しい気分でジョーク』主題歌                             | コラボレーションシングル「哀しい気分でジョーク」           |
| I FEEL LUCKY                   | 明治『ラッキー』CFソング                                           | コラボレーションシングル「アミダばばあの唄」               |
| 宵闇スターダスト ON THE BEACH  | NTV系バラエティー『Oh!たけし てな訳で参ったか』テーマ・ソング      | コラボレーションシングル「アミダばばあの唄」               |
| I'll be back again...いつかは  | NTV系『天才・たけしの元気が出るテレビ!!』イメージ・ソング          | コラボレーションシングル「I'll be back again...いつかは」  |
| 真っ暗な夜に                   | 日本テレビ系『天才・たけしの元気が出るテレビ!!』応援歌             | コラボレーションシングル「真っ暗な夜に」                   |
| 嘲笑                           | フジテレビ系『北野ファンクラブ』テーマ曲                           | シングル「嘲笑」                                           |
| 風の街のジュウちゃん           | 小説『漫才病棟』より                                               | シングル「嘲笑」                                           |
| GOD BLESS YOU 〜神の御加護を〜 | 日本テレビ系『天才・たけしの元気が出るテレビ!!』エンディングテーマ | コラボレーションシングル「GOD BLESS YOU 〜神の御加護を〜」 |
| 勇気を出して…                  | 日本テレビ系『天才・たけしの元気が出るテレビ!!』挿入歌             | コラボレーションシングル「GOD BLESS YOU 〜神の御加護を〜」 |
| 修善寺で別れた大宮の女         | フジテレビ系『北野富士』エンディングテーマ                         | コラボレーションシングル「修善寺で別れた大宮の女」         |

また商品化されてはいないが、桑田佳祐が作詞・作曲したサザンオールスターズの「SEA SIDE WOMAN BLUES」はフジテレビ系『足立区のたけし、世界の北野』のエンディングテーマとして、たけしも歌っている。

### 作詞提供
- チポップ（宮沢りえ）
- 心から好き（宮沢りえ）TVドラマ『東京エレベーターガール』主題歌。kikuji名義にて。

### 参加音楽作品
- モンゴル子守唄 所ジョージ（間奏のラジオアナウンス）
- ニワトリは飛んでいかない 所ジョージ（曲中のニワトリの鳴き声）
  - 二曲共アルバム「コケコッコゥ〜七色の声色〜」収録、また上記の二曲だけではなく、ジャケット写真でもギターを持って所と写っている。

### 参加したコンピュータゲーム
- たけしの挑戦状（タイトー）
- たけしの戦国風雲児（タイトー）
- ファミリートレーナー 突撃!風雲たけし城（バンダイ）
- オールナイトニッポンスーパーマリオブラザーズ（任天堂）
- ビートたけしのお笑いKGB〜THE GAME（徳間書店・京風とまと・ファイブクリエイション）
- 平成教育委員会DS（ナムコ）

#### たけしの挑戦状
1986年12月に発売され、たけしが監修したファミコン用ソフト『たけしの挑戦状』（タイトー）は「今までにない独創的な発想を入れたい」という意図が反映され、言葉通りその斬新さと理不尽きわまりない内容で多くのユーザーに衝撃を与え、伝説のクソゲーとして名を残すこととなった。たけし自ら、「今までのゲームと同じレベルで考えるとクリアー出来ない」とコメントしている。世界観は極めて退廃的であり、主人公は薄汚れた町並みの中に住む世帯持ちのしがないサラリーマンである。
多くの書籍などでクソゲーの代表格とされることが多い一方で、過去の名作ランキングでは必ず上位にランクされるほど非常に印象深い作品となり、現在では、「北野映画に通じるところがある」「早すぎたグランド・セフト・オート」など、ゲーム内容を再評価する声もある。

## 受賞

### 監督として
- 1989年 第11回ヨコハマ映画祭 監督賞（『その男、凶暴につき』）
- 1990年 第31回日本映画監督協会新人奨励賞（『3-4x10月』）
- 1991年 第16回報知映画賞 監督賞（『あの夏、いちばん静かな海。』）
- 1991年 第13回ヨコハマ映画祭 監督賞（『あの夏、いちばん静かな海。』）
- 1991年 第34回ブルーリボン賞 監督賞（『あの夏、いちばん静かな海。』）
- 1996年 第17回山路ふみ子文化財団特別賞
- 1996年 第9回日刊スポーツ映画大賞 監督賞（『キッズ・リターン』）
- 1996年 第39回ブルーリボン賞 監督賞（『キッズ・リターン』）
- 1996年 第6回日本映画プロフェッショナル大賞 監督賞（『キッズ・リターン』）
- 1996年 第11回高崎映画祭 最優秀作品賞（『キッズ・リターン』）
- 1997年 第6回淀川長治賞
- 1997年 第54回ヴェネツィア国際映画祭 金獅子賞（『HANA-BI』）
- 1998年 第23回報知映画賞 監督賞（『HANA-BI』）
- 1998年 第41回ブルーリボン賞 監督賞（『HANA-BI』）
- 1998年 第49回芸術選奨文部科学大臣賞 映画部門（『HANA-BI』）
- 1998年 第8回日本映画批評家大賞 監督賞
- 2003年 第36回シッチェス・カタロニア国際映画祭 最優秀作品賞（『座頭市』）
- 2003年 第60回ヴェネツィア国際映画祭 銀獅子賞（監督賞）（『座頭市』）
- 2003年 第16回日刊スポーツ映画大賞 監督賞（『座頭市』）
- 2003年 第27回日本アカデミー賞 最優秀編集賞（『座頭市』）
- 2007年 ヴェネツィア国際映画祭 第1回監督・ばんざい!賞
- 2008年 第30回モスクワ国際映画祭 特別功労賞
- 2008年 第49回テッサロニキ国際映画祭 ゴールデン・アレクサンダー名誉賞
- 2012年 第7回アジア・フィルム・アワード 監督賞（『アウトレイジ ビヨンド』）
- 2012年 第22回日本映画批評家大賞 監督賞（『アウトレイジ ビヨンド』）[143][144]
- 2014年 東京国際映画祭 第1回サムライ“SAMURAI”賞
- 2015年 第8回したまちコメディ映画祭in台東 コメディ栄誉賞[145]

なお、2016年の第25回東京映画スポーツ映画大賞については発表時には監督賞・北野武（『龍三と七人の子分たち』）と発表されていた。ところが、授賞式では同賞の審査委員長を務める北野が「是枝監督に」と自身が受賞したトロフィーを会場に来ていた是枝裕和監督（『海街diary』で出席）に手渡し、これにより是枝監督が監督賞を受賞することとなった。主催者である東京スポーツの授賞式記事（受賞者一覧）では「監督賞：北野武（「龍三と七人の子分たち」）→是枝裕和（「海街diary」）」となっている。

### その他
- 東京スポーツ新聞社客員編集長、東京スポーツ映画大賞審査委員長
- 第11回（1983年）、第14回（1986年）日本放送演芸大賞大賞、第12回（1984年）日本放送演芸大賞話題賞、第13回（1985年）日本放送演芸大賞特別賞
- 第20回ゴールデン・アロー賞芸能賞（1982年）、第23回ゴールデン・アロー賞大賞（1985年）、第27回ゴールデン・アロー賞映画賞（1989年）、第40回ゴールデン・アロー賞特別表彰ゴールデンスター賞（2002年）ビートたけし名義での受賞。
- 第35回、第38回ゴールデン・アロー賞大賞（1997年、2000年）北野武名義での受賞。
- 都民文化栄誉章（1998年）
- フランス芸術文化勲章[149]
  - シュヴァリエ（騎士）（1999年）[150]
  - コマンドール（騎士団長）（2010年）
- シャンパーニュ騎士団[149]
  - オフィシエ・ドヌール（名誉将校）（2014年）
  - シャンベラン・ドヌール（名誉侍従）[注 28]（2015年）[151]
- レジオンドヌール勲章オフィシエ（将校）（2016年）[152][153]
- 旭日小綬章（2018年）[154]
- 明治大学特別功労賞授与（2004年）
- イタリアの第10回ガリレオ2000賞・文化特別賞受賞（2006年）
- GQ MEN OF THE YEAR 2008（2008年）[155]
- 日本数学会出版賞受賞（2008年）[156]
- 『タイム』誌アジア版2001年2月12日号の表紙を飾った。2002年には同誌の「アジアのヒーロー」の一人として選出された[157]。

## 評価

### 肯定的評価
- 1981年、文芸評論家の鶴見俊輔は『広告批評』誌上における座談の中で、「ツービートはがきデカの位置に似ている」と評し、文芸評論家・高澤秀次はこの評を絶賛した。
- 1983年、吉本隆明は栗本慎一郎との対談集の中で、たけしの話芸を「自分を異化することによって自然の流れとしてしまう芸風」と評した[158]。一方、のちに吉本が「海燕」誌上で埴谷雄高と論争（1985年）になった際、たけしは『もっと阿呆になれ、吉本！』という文章を発表し「吉本さんは言い回しが難解」と批判した。
- 加藤茶は、インタビューで「…たけし君が映画監督で評価されている。でも、お笑いに帰ってくると、必ずバカなことするじゃないですか。バカをやる、という素晴らしさの原点を知っているんです。だから大好き」と、評価している[159]。
- 色川武大は「才能は切れるが、それだけにいいところを一人占めしようとしすぎる」とし、榎本健一・藤山寛美・萩本欽一と並べて「自分の手足を切ってゆく」タイプの芸人に分類し、対極として、古川ロッパ・森繁久彌・タモリの名を挙げた[160]。
- たけしに影響を受けた芸能人は多く、とんねるず、爆笑問題、さまぁ〜ずなどが挙げられる。その理由は「たけしの芸風に直接影響を受けた」「マルチタレントとしての先輩として尊敬している」など、さまざまである。
  - 爆笑問題の太田光は漫才のネタにたけしが得意とする「ブラックユーモア」を積極的に取り入れたりしているその一方で「自分は憧れているビートたけしとは別物である」といった思いをしばしば述べており、自身がする無軌道なボケ・発言などはそれらの表れであるとしている[161]。
  - とんねるずは、マルチタレントとしてたけしに大いに影響を受け、たけしが高めたお笑い芸人の地位をさらに高めることに成功している。
  - ナインティナインも、たけしからの影響を強く受けている。ナイナイは若手時代にたけしとお笑いウルトラクイズで共演したことにより、知名度が上がった。その後、ナイナイの冠番組などに、たけしが呼ばれるなどしている。
  - ロンドンブーツ1号2号の田村亮は「芸能人は皆例外なくオーラを持っているが、たけしさんは格が違う。」と語っている。
  - お笑い芸人以外では、TOKIOのメンバー全員がたけしのファンであることが、「たけしのニッポンのミカタ(国分太一がレギュラー出演している)」10月31日放送分で紹介された。
  - 俳優の西島秀俊はたけしのファンであり、『ビートたけしのオールナイトニッポン』など昔、たけしが出演していたラジオ番組が録音されたカセットテープを知人から借り、MDに録音していた程である。『ビートたけしのオールナイトニッポン』については、四国に住むマニアから当時の録音テープを貰い、その約200本のテープを同じくたけしのファンである水道橋博士に贈っているほどである。
  - 美空ひばりの息子である加藤和也はたけしのファンであり、少年時代にひばりがたけしを強引に和也に合わせたことがある（和也はとんねるずのファンでもあり、ひばりがとんねるずに差し入れを行うなど、同様のエピソードがある）。
- フランス芸術文化勲章の「シュヴァリエ」を1999年に授与され、2010年に「コマンドゥール」を授与された際に、フランス文化省から「映画監督としての活動は言うまでもなく、1つの才能を持った人ではない。人々を笑わせること、感動させることができ、怖がらせることもできる。あらゆる面で支持者を持つ。類を見ない自由さをもってモノづくりを進める直感的才能に対し、賞を贈る」と評された。なお、この「コマンドゥール」受賞をレジオンドヌール勲章の「オフィシエ」を受賞した黒澤明を超えたとする報道もあったが、レジオンドヌール勲章はフランスでは最高位の勲章であり、芸術文化勲章との勲位の比較は意味がない。2016年にはたけしもレジオンドヌール勲章（オフィシエ）を受章している。

### 否定的評価
- 1981年、ルポライター・鎌田慧が「ツービートの残酷ギャグはファシズムの兆し」と批判した[162]。
- ルポライター・吉岡忍は、ツービート（ビートたけし）をジョン・レノン射殺事件の犯人マーク・チャップマンに重ねて論じるほど忌諱していたが、後に吉岡はその認識を変え、北野映画のルポルタージュを執筆するほど関心を寄せるようになった。
- 辛淑玉や佐高信、諸井薫が、たけしの軍団に対する態度を「権威主義的で弱い者いじめをしている」と、それぞれコラムなど[要出典]で述べている。これら批判的な論評について、たけしは「冗談と本気の区別が付かない奴らがいる」と評している。
- 田中康夫は、たけしを自らと同じく「価値紊乱者」（既存の権威への挑戦者）として評価しつつも、1980年代中盤には『感覚の倫理学』および『ファディッシュ考現学』にて立川流への入門や軍団創設を「肩書きや権威など精神的ブランドに頼るようになり（当時、たけしがなりたいと語っていた）日本のレニー・ブルースになりそこねた」と評した。一方で、たけしの過激な言動に隠された内面の繊細さもまた指摘し、フライデー襲撃事件の際にはフライデーの取材姿勢を批判、たけしを擁護する立場を取った[163]。その後、田中はたけしとテレビ番組で度々共演するなど交流も持ったが、その後も「ドナルドダックのように嫌われることも厭わず本音で周囲に毒を吐く存在であったはずが、嫌われることを恐れ人気者であり続けようとミッキーマウスのように無難な優等生的発言しか行わなくなりつつある」といった意味の論評も行っている[164]。また、バイク事故直後にあえて顔面麻痺状態で会見に臨んだことは評価したが、その後の本格復帰については「芸能界の一線からは退いた方が良かったのではないか、取り巻きや軍団を養うためだとすれば自活を促すべきだった」と評した。他方、たけしは「理屈ばっかり言っていた田中康夫が気に食わず」[165]、1983年2月に当時田中がレギュラー出演していた『森田一義アワー 笑っていいとも!』に乱入し、田中の首を締め上げたことがあった。たけしが2014年3月31日放映の『笑っていいとも！』最終回でこのエピソードを披露すると、その夜の総集編である『笑っていいとも!グランドフィナーレ 感謝の超特大号』では、たけしの代わりに太田光が田中の首を締め上げて見せた。

## 演じた俳優
俳優
- 『たけしくんハイ!』『続・たけしくんハイ!』（1985年・1986年、NHK総合） - 小磯勝弥
- 『ビートたけしの浅草キッド・青春奮闘編』（1988年、テレビ朝日） - 天宮良
- 新春ドラマスペシャル『菊次郎とさき』（2001年1月6日、テレビ朝日） - 松川尚瑠輝（少年時代）、ダンカン（成人）
  - 『菊次郎とさき』（2003年・2005年・2007年、テレビ朝日） -  桑原成吾（少年時代（第1・2シリーズ））、大和田凱斗（少年時代（第3シリーズ））、塚本高史（青年時代（第2・3シリーズ））
- 『浅草キッドの「浅草キッド」』（2002年、スカイパーフェクTV!） - 水道橋博士
- 『浅草キッド』（2021年、Netflix映画） -  柳楽優弥
- 音楽劇『浅草キッド』（2023年、カンテレ開局65周年記念公演） - 林遣都
- 誰も知らない明石家さんま さんまの人生を変えた8人 ビートたけしとの友情秘話を解禁!『笑いに魂を売った男たち』（2023年、日本テレビ） - 香取慎吾

声優
- 『ちびまる子ちゃん』（1996年2月4日、フジテレビ） - 松尾銀三